# Fire Emblem Fates
Vous lisez un « article de qualité » labellisé en 2021.
Fire Emblem Fates, connu au Japon sous le titre Fire Emblem if (ファイアーエムブレムif, Faiā Emuburemu Ifu) est un jeu vidéo de rôle tactique développé par Intelligent Systems et Nintendo SPD et édité par Nintendo, sorti le 25 juin 2015 au Japon, le 19 février 2016 en Amérique du Nord et le 20 mai 2016 en Europe et en Australie sur Nintendo 3DS. C'est le quatorzième titre principal de la série Fire Emblem, le douzième si l'on exclut les remakes des précédents jeux. C'est le second jeu de la série Fire Emblem à sortir sur Nintendo 3DS, après Fire Emblem: Awakening. Le jeu est commercialisé en deux versions différentes, Héritage et Conquête, offrant des scénarios opposés. Un troisième scénario, Révélations, est également proposé en téléchargement. Fire Emblem Fates est ainsi conçu de telle sorte que l'expérience de jeu n'est pas complète sans avoir joué aux trois versions.
Le jeu suit le personnage principal entièrement personnalisable appelé Corrin (カムイ, Kamui), entraîné malgré lui dans une guerre opposant les royaumes d'Hoshido (lieu de naissance du personnage principal) et de Nohr (où il a grandi), dans laquelle il doit faire un choix, en soutenant soit Hoshido dans Héritage, soit Nohr dans Conquête. Cependant, dans Révélation, le joueur refuse de prendre parti et rallie les deux royaumes contre le véritable ennemi. Bien que plusieurs mécaniques de jeu soient exclusives à chaque version et donc à chaque branche du scénario, le gameplay reste très similaire aux précédents jeux de la franchise Fire Emblem. Héritage propose une trame semblable aux autres opus de la série, tandis que Conquête propose un chemin plus difficile.
Après le succès critique et commercial de Fire Emblem: Awakening, Nintendo lance le développement de Fire Emblem Fates. L'équipe de développement du précédent opus reprend son poste et Shin Kibayashi est engagé en tant que scénariste afin d'améliorer l'histoire.
Fire Emblem Fates reçoit à sa sortie des critiques élogieuses. Héritage est considéré comme un excellent point de départ pour les débutants, Conquête est félicité pour le défi qu'il propose au joueur, tandis que Révélation est considéré comme le juste milieu. Depuis la sortie du jeu, plusieurs contenus additionnels téléchargeables sont commercialisés. Considéré a posteriori comme l'un des meilleurs jeux du catalogue de la Nintendo 3DS, plusieurs modifications apportées par Fire Emblem Fates sont présentes dans les opus suivants de la franchise.

## Trame

### Univers

Carte du monde de Fire Emblem Fates, représentant les royaumes d'Hoshido (en rouge) et de Nohr (en violet), ainsi que les principautés voisines.

L'aventure de Fire Emblem Fates se déroule dans un univers fantastique et médiéval dans lequel se situent trois royaumes, dont Nohr et Hoshido qui sont en conflit.
Le royaume d'Hoshido, dirigé par la reine Mikoto et dont l'héritier est le prince Ryoma, est situé à l'est de l'Abîme Éternel, canyon sans fond séparant les deux royaumes. Ses habitants vénèrent le Dragon de l'Aube et ses dirigeants possèdent son sang et une partie de ses pouvoirs. Terre de paix et de justice, l'architecture et la culture d'Hoshido ressemblent fortement à celles du Japon médiéval : les développeurs se sont en grande partie inspirés des époques Asuka et Nara du Japon,. Le royaume voisin de Nohr convoite les ressources abondantes du royaume d'Hoshido. Dans Héritage, le joueur rejoint ce royaume.
Le royaume de Nohr, dirigé par le roi Garon et dont l'héritier est le prince Xander, est lui situé à l'ouest de l'Abîme Éternel. Ses habitants vénèrent le Dragon de l'Ombre dont descendent les monarques en place. Royaume belliqueux qui recherche la gloire dans le combat, il est grandement inspiré des royaumes médiévaux européens, notamment dans l'architecture et la culture (des personnages s'appelant Leo, Charlotte ou Elise dans la version originale du jeu), mais également de l'Empire romain. Les conditions de vie sont ardues en Nohr à cause du mauvais temps qui rend les récoltes difficiles et provoque ainsi régulièrement des famines. C'est l'une des raisons pour lesquelles Nohr cherche l'expansion en Hoshido. Dans Conquête, le joueur rejoint le royaume de Nohr.
Le royaume de Valla est le troisième royaume de ce continent, invisible car caché au fond de l'Abîme Éternel. Fondé par le dragon Anankos, seuls les rois et reines des royaumes voisins connaissent son existence. Afin de conserver ce secret, Anankos établit une malédiction qui provoque la réduction à l'état de poussière de toute personne tentant de le briser. Ciel et terre flottent sans cohérence à travers le royaume de Valla dont l'architecture et la géométrie sont déconcertantes. Le joueur apprend dans Révélation que Valla est le véritable responsable de la guerre que se livrent les royaumes d'Hoshido et de Nohr.

### Personnages
Le personnage principal est membre de la famille royale d'Hoshido. Il est enlevé par Nohr dès son plus jeune âge et n'a plus de souvenirs de sa famille d'origine, persuadé d'être un membre de la famille royale nohrienne. Il vit isolé dans une forteresse située au nord de Nohr d'où il ne peut sortir. Seule sa famille est autorisée à lui rendre visite. Il est entouré de son maître d'armes Gunter, ainsi que de Jakob, Felicia et Flora, ses domestiques et amis. Il rencontre plus tard Kaze, ninja hoshidien, et Silas, son meilleur ami d'enfance, devenu cavalier de Nohr,.
Azura est quant à elle une princesse nohrienne enlevée par Hoshido lors d'une tentative pour récupérer Corrin. Néanmoins, elle est acceptée comme faisant partie de la famille royale hoshidienne plutôt que traitée comme une otage. Tirant son pouvoir de l'eau, elle met ses talents de chanteuse au service de Corrin, peu importe le chemin qu'il emprunte.
La famille royale d'Hoshido est composée de Ryoma, dauphin hoshidien, Hinoka, Takumi, et la benjamine, Sakura. Ryoma est porteur de l'arme divine d'Hoshido, le katana Rajiinto, tandis que Takumi est lui porteur du légendaire Fujin Yumi.
La famille royale nohrienne est, elle, constituée de Xander, prince héritier du royaume de Nohr, Camilla, Leo, et Elise. L'épée Siegfried et le tome Brynhildr, les armes divines nohriennes, sont portées respectivement par Xander et Leo.
Parmi les personnages principaux figurent Mikoto, reine d'Hoshido, le roi Garon de Nohr ainsi qu'Anankos, roi Dragon de Valla et père de Corrin.
À l'instar du jeu précédent Fire Emblem: Awakening, une fois que les unités ont suffisamment combattu côte à côte et que leurs relations se sont améliorées, elles peuvent se marier et donner naissance à des enfants. Mais contrairement à Awakening où les enfants sont avant tout considérés comme issus de leur mère – mises à part des exceptions comme Lucina ou l'enfant de l'avatar si ce dernier est masculin –, dans Fates les enfants sont d'abord issus de leur père – seul l'avatar féminin et Azura sont d'office parents d'au moins un enfant. Dans Fates également, les enfants ne viennent pas du futur mais ont été placés en sécurité dans d'autres dimensions où le temps s'écoule différemment, ce qui explique qu'ils soient tous de jeunes adultes ou presque lorsqu'ils apparaissent dans le jeu.

### Synopsis

#### Histoire commune
Les six premiers chapitres de Fire Emblem Fates sont communs aux trois versions Héritage, Conquête et Révélation.
Le jeu débute sur un rêve de Corrin dans lequel il doit affronter ses deux familles. Il se réveille dans sa forteresse, en Nohr, sans comprendre la signification de ce rêve car il n'est pas encore au courant de l'existence de sa famille hoshidienne. Il part ensuite s'entraîner avec Xander, son frère aîné, afin de se préparer à sa première mission que son père, le roi Garon, lui confie bientôt. Une fois arrivé à Krakenburg, le château de la famille royale nohrienne, le roi Garon lui demande d'exécuter des espions hoshidiens capturés près du château. Corrin refuse alors de faire preuve de cruauté, l'ennemi étant déjà vaincu. Ce choix provoque l'irritation de son père mais ses frères et sœurs le couvrent et mettent en scène l'exécution, tout en les laissant partir. Garon confie alors sa première mission à Corrin, inspecter une forteresse hoshidienne située à la bordure de l'Abîme Éternel. La mission est sabotée par un soldat du roi Garon et Gunter, le protecteur de Corrin, est précipité dans l'Abîme. Capturé par des soldats hoshidiens qui reconnaissent en lui un membre de la famille royale, il est amené à la capitale hoshidienne où il apprend son passé et rencontre sa vraie famille.
Néanmoins, des soldats d'origine inconnue attaquent la capitale et la reine Mikoto se sacrifie pour sauver son enfant. De rage, Corrin se transforme en dragon. Découvrant ainsi l'ampleur de ses pouvoirs, l'épée Yato, une épée divine qui choisit son porteur et dont ce dernier est censé sauver le monde, le désigne comme son porteur. 
Dans la première bataille opposant les royaumes de Nohr et Hoshido, Corrin est forcé de choisir un camp : Hoshido dans Héritage, Nohr dans Conquête, sa famille biologique ou adoptive respectivement. Ce choix l'aliène au camp opposé, alors que les deux familles sont petit à petit obligées de se battre. Corrin peut néanmoins décider de ne choisir aucun camp et de suivre sa propre voie dans Révélation et ainsi de trouver la vraie cause derrière cette guerre, ralliant finalement les deux parties.

#### Héritage

Blason du royaume d'Hoshido, royaume que rejoint Corrin dans Héritage.

Dans Héritage, Corrin prend position pour Hoshido et défend son royaume de l'invasion nohrienne. 
La première partie de l'aventure a pour but de reprendre des positions perdues par l'armée hoshidienne ou de défendre des positions sous assaut nohrien, avant de prendre d'assaut le royaume de Nohr pour terrasser Garon et mettre un terme aux assauts nohriens. Après des confrontations avec Camilla et Leo, dont Corrin sort vainqueur, sans pour autant tuer ses anciens frères et sœurs, Elise permet à Corrin et son armée de s'infiltrer dans la capitale nohrienne.
Tentant de s'interposer entre Xander et Corrin pour les empêcher de se battre, Elise est tuée par mégarde par Xander. Rongé par le désespoir, celui-ci force Corrin à l'achever. L'armée hoshidienne affronte alors Garon. Pendant qu'Azura utilise ses pouvoirs afin d'affaiblir le roi de Nohr, Corrin le terrasse finalement avec Yato, son épée, infusée des pouvoirs des armes divines hoshidiennes Raijinto et Fujin Yumi. Malheureusement, Azura meurt d'épuisement après avoir utilisé ses pouvoirs à l'excès. Dans l'épilogue, Ryoma est couronné Roi d'Hoshido et Leo Roi de Nohr, et la paix règne entre les deux royaumes.

#### Conquête

Blason du royaume de Nohr, royaume que rejoint Corrin dans Conquête.

Dans Conquête, Corrin ne peut se résoudre à trahir sa famille d'origine et se décide à combattre Hoshido, mais également à changer Nohr de l'intérieur en luttant contre les pratiques violentes et cruelles de son père.
Dans la première partie, Corrin constitue son armée tout en effectuant des répressions sur les révoltes internes à Nohr, mais sans bain de sang, résolu à changer les méthodes nohriennes. Quand Azura lui apprend que le roi Garon est mort depuis longtemps et qu'un imposteur a usurpé son corps, Corrin se décide à l'amener sur le trône hoshidien qui annulerait le déguisement.
Lors de l'invasion d'Hoshido, l'armée nohrienne de Corrin capture les princesses Sakura et Hinoka tandis que Takumi, dont le comportement est devenu de plus en plus erratique et violent durant la guerre, meurt apparemment en sautant d'une muraille. Garon ordonne alors à Corrin, qui a jusque-là réussi à éviter tout bain de sang, de tuer Ryoma, le prince hoshidien. Une fois vaincu, Corrin refuse de tuer son frère, l'estimant battu et incapable de leur causer plus de soucis. Enragé, Garon menace alors de tuer Corrin s'il s'obstine dans son refus. Ryoma se reconnaît vaincu et met fin à sa vie, exécutant le code du samouraï et sauvant son jeune frère.
Le faux Garon s'assied alors sur le trône et révèle sa nature et sa cruauté au grand jour. Corrin le terrasse avec Yato, infusée des pouvoirs des armes divines nohriennes Siegfried et Brynhildr. Takumi, enragé, apparaît et attaque les nohriens. Il s'avère que Takumi est mort depuis longtemps et qu'il est également possédé, à l'instar de Garon. Tandis qu'Azura utilise son pouvoir pour affaiblir Takumi, Corrin détruit le corps de ce dernier afin de libérer son âme. Dans l'épilogue, Hinoka est couronnée Reine d'Hoshido tandis que Xander est couronné Roi de Nohr et qu'Azura disparaît mystérieusement. Une alliance pacifique s'instaure finalement entre les deux royaumes.

#### Révélation

Blason du royaume de Valla, royaume de naissance de Corrin et principal instigateur du conflit.

Dans Révélation, Corrin rejette à la fois Nohr et Hoshido, ne pouvant choisir entre sa famille de sang et sa famille adoptive. Il est alors rejeté par les deux royaumes qui le déclarent traître à sa patrie.
Corrin fuit donc le champ de bataille via l'Abîme Éternel et arrive au royaume de Valla où il retrouve Gunter qui a survécu à sa chute. Azura leur révèle alors qu'Anankos, le dragon roi de Valla, a pour plan de détruire les royaumes de Nohr et d'Hoshido et qu'il a d'ores et déjà tué et remplacé le roi Garon dans ce but. Azura leur apprend également qu'Anankos a lancé une malédiction sur le royaume de Valla qui réduit instantanément en poussière toute personne révélant le secret de son existence.
Corrin et Azura décident alors de tuer Anankos pour restaurer la paix, mais savent que cela ne se fera pas sans l'unification de leurs familles respectives. Cette alliance doit se faire avant qu'un événement ne condamne le passage au royaume de Valla. Corrin voyage à travers les royaumes de Nohr et d'Hoshido et gagne peu à peu la confiance de ses frères et sœurs biologiques et adoptifs. Il apprend également que si son épée, Yato, est infusée du pouvoir des armes divines nohriennes et hoshidiennes, elle a le pouvoir de vaincre Anankos, devenant « l'Emblème du feu ». Le groupe arrive finalement en Valla et affronte de nombreux ennemis comme le défunt roi hoshidien Sumeragi, père de Ryoma, Hinoka, Takumi et Sakura, mais également Arete, défunte mère d'Azura, et Mikoto, reine hoshidienne morte plus tôt dans un attentat. Une fois vaincue, elle apprend à Corrin qu'elle-même est originaire de Valla, mais qu'elle a fui ce royaume avec sa sœur Arete et leurs enfants respectifs afin d'échapper à la folie d'Anankos, l'une en Nohr, l'autre en Hoshido. Corrin comprend alors qu'il est le seul enfant de Mikoto, le cousin d'Azura et n'est finalement lié ni à Nohr ni à Hoshido, mais est l'héritier légitime du trône de Valla. En effet, avant de sombrer dans la folie et de succomber à sa forme draconique, Anankos était le mari de Mikoto. Devenu fou, c'est lui qui organise les assassinats de Mikoto et Arete, sous la forme de spectres, afin de les faire revenir en Valla. Plus déterminé que jamais à vaincre Anankos, le groupe de Corrin est cependant trahi par Gunter, possédé par Anankos depuis sa chute dans l'Abîme Éternel.
Après l'avoir libéré de son emprise, ils affrontent le roi dragon mais sont rapidement dépassés par sa puissance. Néanmoins, après avoir infusé Yato du pouvoir des armes divines de Leo, Takumi, Xander et Ryoma, Corrin parvient à blesser sévèrement Anankos. Ce dernier rappelle alors à lui Garon et l'absorbe afin d'atteindre son potentiel maximum, mais ne peut rien faire face à l'« Emblème du feu ». Le royaume de Valla, libéré, retourne à la surface avec Corrin à sa tête et une paix éternelle est instaurée entre les trois royaumes.

### Contenu additionnel

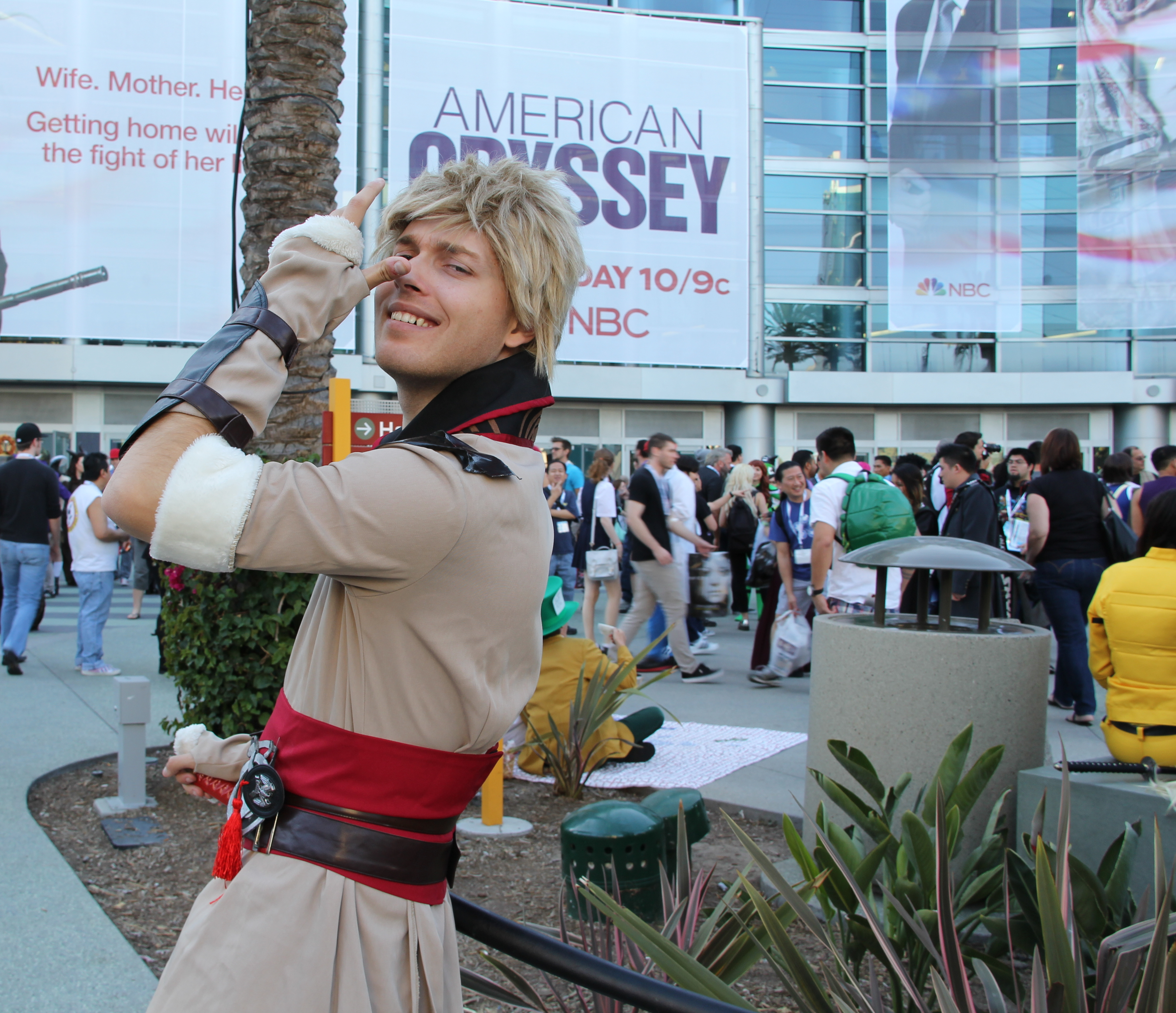
Cosplay d'Owain / Odin, personnage présent dans Fire Emblem: Awakening et Fire Emblem Fates.

Les contenus additionnels payant (DLC) de Fire Emblem Fates peuvent être divisés en deux parties et sont sortis en deux vagues, indépendantes de leur type.
La première classe de DLC propose l'accès rapide à des ressources, de l'argent ou de l'expérience, comme « Musée Musclé » ou « De l'or à la pelle », permettant respectivement l'accès à des armes rares et de l'or. Des objets exclusifs peuvent également être la récompense, comme dans « Chair à canon », ou même un personnage inédit, comme dans « A la poursuite d'Anna »,.
La deuxième classe de DLC développe de manière générale le scénario en apportant des compléments à l'histoire, voire en racontant de nouvelles. « Détour Ylissien » transporte le joueur en Ylisse, lieu où se déroule l'intrigue de Fire Emblem: Awakening, juste avant le début de l'histoire de ce jeu. Il doit aider Chrom, Lissa et Frederick, les héros du jeu précédent, contre des soldats vallites ayant envahi ce monde. Dans « De lourds secrets », le joueur observe comment Iñigo, Severa et Owain, de Fire Emblem: Awakening arrivent dans le monde de Fire Emblem Fates, lorsqu'une mystérieuse silhouette encapuchonnée les supplie de l'aider à protéger son enfant et de sauver le royaume de Valla. Ils reçoivent ainsi de nouveaux pouvoirs et de nouveaux noms, Laslow, Odin et Selena, et deviennent des vassaux de la famille royale nohrienne. Tous ces DLC sortent progressivement entre le 20 mai pour le premier (« Détour Ylissien ») et le 14 juillet 2016 pour le dernier (« Un triste sort »).
La deuxième vague de DLC contient uniquement six nouvelles cartes, représentant un scénario à part entière, « Renouveau », centré cette fois-ci sur les enfants des protagonistes. Deux versions différentes de Kana, l'enfant du héros, ainsi que plusieurs des enfants des protagonistes comme Siegbert, le fils de Xander, Shiro, le fils de Ryoma, Forrest, le fils de Leo, ou Kiragi, le fils de Takumi, défendent leurs terres contre des forces obscures. Il est plus tard révélé qu'ils ne sont plus chez eux mais en Valla, où Anankos les a trompés en voulant les forcer à s'entretuer. Néanmoins, Shigure, le fils d'Azura, réussit grâce à sa chanson à rompre l'illusion. Les deux armées s'allient alors pour affronter Anankos, tandis que Shigure chante pour l'affaiblir. Une fois vaincu, les enfants retournent dans leurs mondes. Les six cartes sortent entre le 21 et le 28 juillet 2016.
Il existe une troisième vague de DLC présentant des cartes relativement simples où l'armée du héros doit défendre les festivals qu'il visite contre des bandits. L'un de ces festivals a lieu en Nohr tandis que l'autre se déroule en Hoshido,. Néanmoins, ces DLC sont exclusifs aux versions japonaises du jeu et ne sont pas traduites, que ce soit en français ou en anglais.

## Système de jeu

### Généralités
Fire Emblem Fates est un jeu vidéo de rôle tactique dans lequel le joueur doit enchainer des phases de dialogues et des combats au tour par tour afin d'avancer dans l'intrigue. Le joueur ne réalise aucun déplacement de personnages (mis à part durant les combats) et suit une série de scènes cinématiques, ou d'images fixes ou légèrement animées, proposant des boites de dialogues décrivant la narration d'un scénario linéaire ne laissant aucun choix au joueur (une fois la branche de scénario choisie). Le joueur est régulièrement confronté à des combats, durant lesquels il contrôle des personnages sur une carte composée d'une grille, affichée dans une perspective en vue de dessus. Lors de ces combats ou des interactions entre les différents personnages, la vue peut se transformer et passer en vue objective.
Fire Emblem Fates permet au joueur de personnaliser les caractéristiques de son avatar, notamment son genre, son physique, son nom, ses atouts et ses défauts. Les atouts et les défauts du joueur influencent la progression des caractéristiques de l'avatar. Le jeu propose trois niveaux de difficulté (normal, difficile et infernal), tout comme son prédécesseur Fire Emblem: Awakening. Le joueur peut également choisir si ses personnages meurent définitivement, s'ils reviennent à la prochaine bataille, ou s'ils reviennent directement après leur défaite, respectivement avec le mode « Classique » (une unité tombée au combat l'est pour toujours), le mode « Débutant » (une unité tombée au combat revient lors du prochain combat) et le mode « Phénix » (les unités tombées au combat se relèvent instantanément),. Le mode « Phénix » est une nouveauté de Fates.
Chaque jeu offre au joueur un gameplay différent. En effet, dans la version Héritage, il est relativement similaire à celui de Fire Emblem: Awakening, dans le sens où le joueur a accès à de l'expérience et de l'or en dehors des cartes du scénario, lui permettant ainsi de faire progresser ses unités plus facilement,,. À l'opposé, Conquête ne donne accès qu'à peu de ressources, d'expériences et d'or entre les batailles. Les moyens de réussir les batailles sont également plus complexes, comme défendre un point pendant un certain nombre de tours, ou triompher de l'ennemi dans un nombre de tours limités,,. Dans Révélation, le joueur dispose des éléments de chaque jeu. S'il a accès à de l'expérience et à de l'or entre les batailles, il doit néanmoins faire face à des modes de jeu plus tactiques, comme dans Conquête,. Dans Révélations, le joueur a également accès aux deux armées de manière simultanée,.
Sur la carte navigable du monde, le joueur a également accès au portail du Dragon, pour l'achat de contenu additionnel.

### Combats
Fire Emblem Fates propose un gameplay similaire à celui des autres opus de la saga Fire Emblem, sur un champ de bataille décomposé en différentes cases à travers lesquelles les unités du joueur et les ennemis évoluent. Durant une attaque, la caméra passe d'une vue du dessus à une vue à la troisième personne. La carte du monde est également navigable. Le joueur a la possibilité d'afficher la portée des ennemis sur le champ de bataille, afin d'obtenir plus d'informations et d'anticiper le positionnement de ses troupes. 
Durant la bataille, de nombreuses variables entrent en compte. L'environnement est souvent différent, les unités ayant plus de mal à se déplacer dans le sable, à travers la neige ou dans les forêts denses (à l'exception des unités volantes types chevaliers pégases ou chevaliers wyvernes). Une des nouveautés de Fire Emblem Fates est également l'apparition de veines dragunaires. Chaque membre des familles royales (Xander, Ryoma, Camilla, Hinoka, Leo, Takumi, Elise, Sakura, Azura, le personnage principal et leurs enfants) peut alors, une fois situé sur la veine, influencer l'environnement du champ de bataille en sa faveur,. Si un personnage est encore en vie à l'issue d'un combat, il gagne de l'expérience lui permettant de gagner en niveau, améliorant ainsi ses caractéristiques.

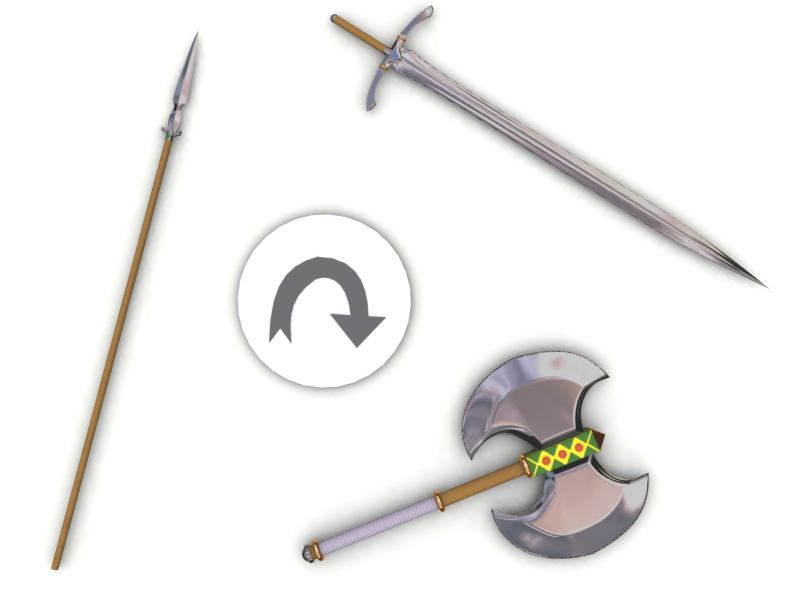
Représentation schématique du triangle des armes.

Tout comme les autres opus de la saga Fire Emblem, Fates présente un système de triangle des armes, système conférant à certaines armes un avantage sur d'autres, à la manière du jeu pierre-papier-ciseaux. Néanmoins, celui de Fire Emblem Fates rajoute des armes au triangle, donnant ainsi le résultat suivant : les épées (ou katanas) et la magie sont efficaces contre les arcs (ou yumis) et les haches (ou les massues), eux-mêmes surpassant les lances (ou naginatas) et les dagues (ou shurikens), ces derniers ayant l'avantage face aux épées et à la magie,. De plus, là où dans la plupart des jeux Fire Emblem précédents, les armes se brisent après un certain nombre d'utilisation, Fates emprunte à Fire Emblem Gaiden  le principe d'armes incassables, mais en réduisant en contrepartie certaines caractéristiques du porteur (l'épée héros retire par exemple 4 points de défense et 4 points de résistance au joueur, mais lui permet d'attaquer deux fois). Au-delà du triangle des armes, certains types d'unités, comme les unités volantes, sont sensibles aux arcs,. Avant chaque combat, le joueur a la possibilité de modifier son inventaire, pour préparer au mieux ses unités, de choisir celles qu'il envoie au combat, mais également l'accès aux dialogues entre personnages (appelés « conversations de soutiens » dans le jeu) entre les unités. Les armes ne possèdent pas de facteur de poids, et ainsi ne ralentissent pas les joueurs. 
Les personnages sont divisés en classes particulières, qui donnent pour chacune d'entre elles accès à certaines armes et différentes capacités de mouvements. La classe de départ du personnage principal est Prince ou Princesse de Nohr, celle de Xander est Paladin et celle de Ryoma Bretteur, par exemple. Les classes des personnages sont différentes selon la version du jeu.
En utilisant des sceaux spéciaux, l'unité peut ainsi améliorer, voire totalement changer sa classe, si elle possède un niveau suffisant. Les liens entre les personnages se développent soit en dehors des combats, dans la fonctionnalité « Mon Château », soit sur le champ de bataille. Combattre avec une unité confère un avantage, l'allié pouvant ainsi, en plus d'offrir un bonus de caractéristiques, protéger l'unité de coups adverses, ou bien attaquer à son tour. En dehors des combats, les relations entre les personnages peuvent évoluer jusqu'au point du mariage et de la naissance d'enfants. Chaque enfant voit son apparence et ses caractéristiques conditionnées par leurs parents, et peut également avoir accès à différentes classes selon les parents en question.
Fire Emblem Fates propose également un système de jeu multijoueur en ligne. À travers six cartes différentes, le joueur peut affronter des joueurs sélectionnés, choisis au hasard ou localement. Dans ces batailles, chaque tour est limité à cinq minutes par défaut.

### Autres fonctionnalités

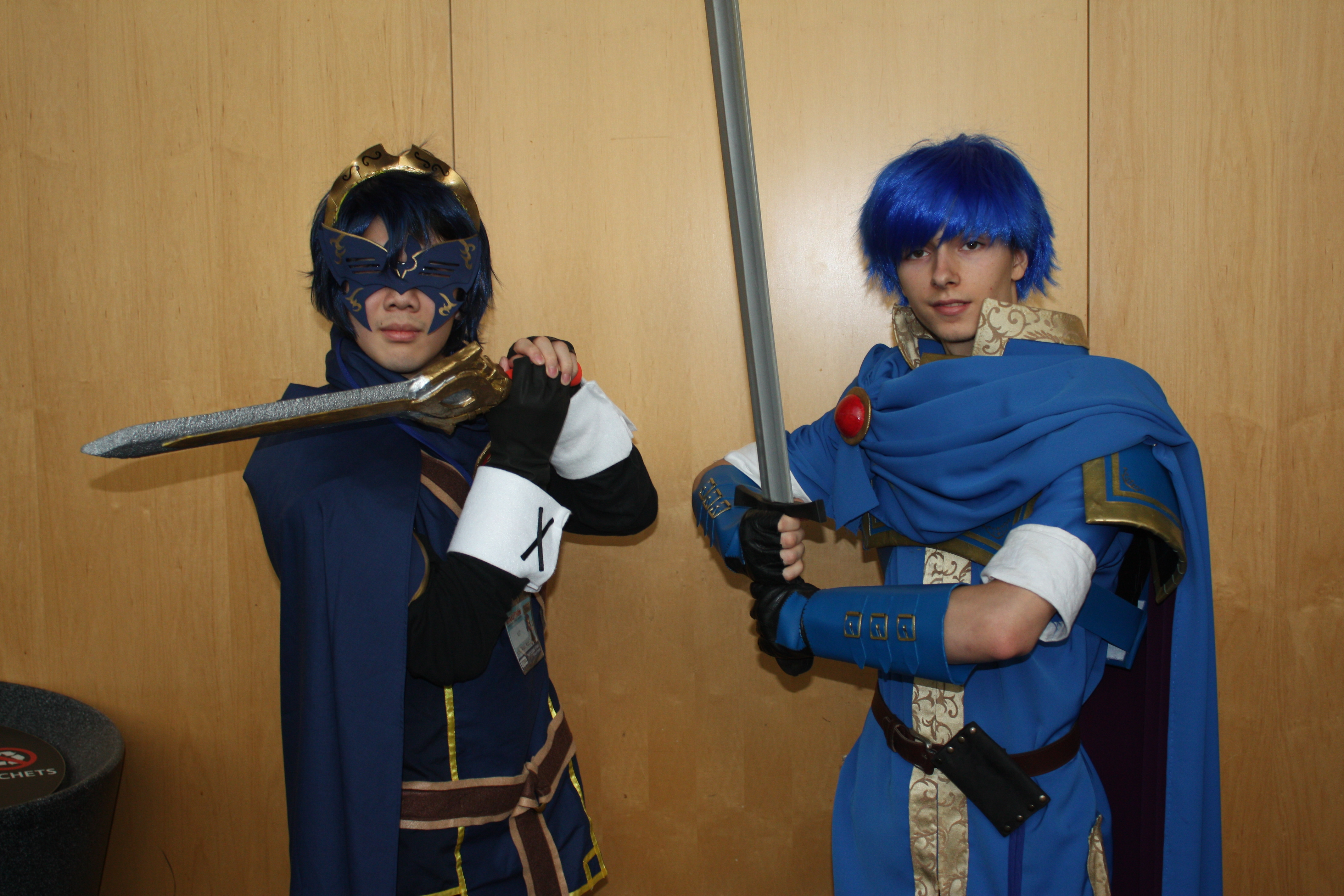
Cosplay de deux personnages invocables via des amiibos, Lucina de Fire Emblem Awakening et Marth de Fire Emblem: Shadow Dragon.

La caserne de Fire Emblem: Awakening est remplacée par une nouvelle fonctionnalité appelée « Mon Château », une zone de repos où le joueur se rend entre les différents chapitres du jeu. Représenté comme un village miniature, il est possible pour le joueur de la personnaliser intégralement. Dans cette base, l'avatar du joueur peut parler aux autres personnages afin de renforcer leurs liens, acheter, vendre, forger de nouvelles armes, récolter des aliments qui lui servent à cuisiner des plats améliorants ses caractéristiques ou des minéraux renforçant ses armes. Les bâtiments peuvent être améliorés entre chaque mission, afin d'obtenir plus de ressources ou d'armes,.
Elle est présente dans les trois versions du jeu et permet d'interagir avec StreetPass en y faisant apparaître un autre joueur et son armée. Il est alors possible de lancer les pourparlers avec ce groupe, de voir les caractéristiques des unités, d'affronter le chef, conduisant ainsi à son recrutement, lui acheter des armes ou le congédier.
C'est également dans son château que le joueur peut invoquer d'autres personnages de la licence Fire Emblem grâce aux amiibo. Daraen et Lucina, de Fire Emblem: Awakening, Marth, de Fire Emblem: Shadow Dragon et Ike, de Fire Emblem: Radiant Dawn peuvent ainsi faire leurs apparitions. Ils donnent ainsi au joueur des accessoires en lien avec leur histoire (Lucina nous donne son masque de Fire Emblem: Awakening par exemple). Ils peuvent également être recrutés par le joueur après un duel.
Le personnage principal possède également une chambre, dans laquelle il peut se reposer, modifier son apparence et appeler des alliés afin de fortifier leur amitié. Si le joueur est marié, sa moitié sera également présente dans sa chambre.  
Les fonctionnalités « extra » (visions de Baba, bandes sonores, relecture des conversations de dialogues entre les personnages, galerie des personnages, etc.) de Fire Emblem: Awakening, que l'on obtient après avoir fini le jeu, sont également incluses. Le jeu met à disposition trois fichiers de sauvegarde par branche de scénario, soit un total de neuf si le joueur est en possession des trois différentes versions du jeu,.

## Développement

### Équipe et nouveautés apportées au concept

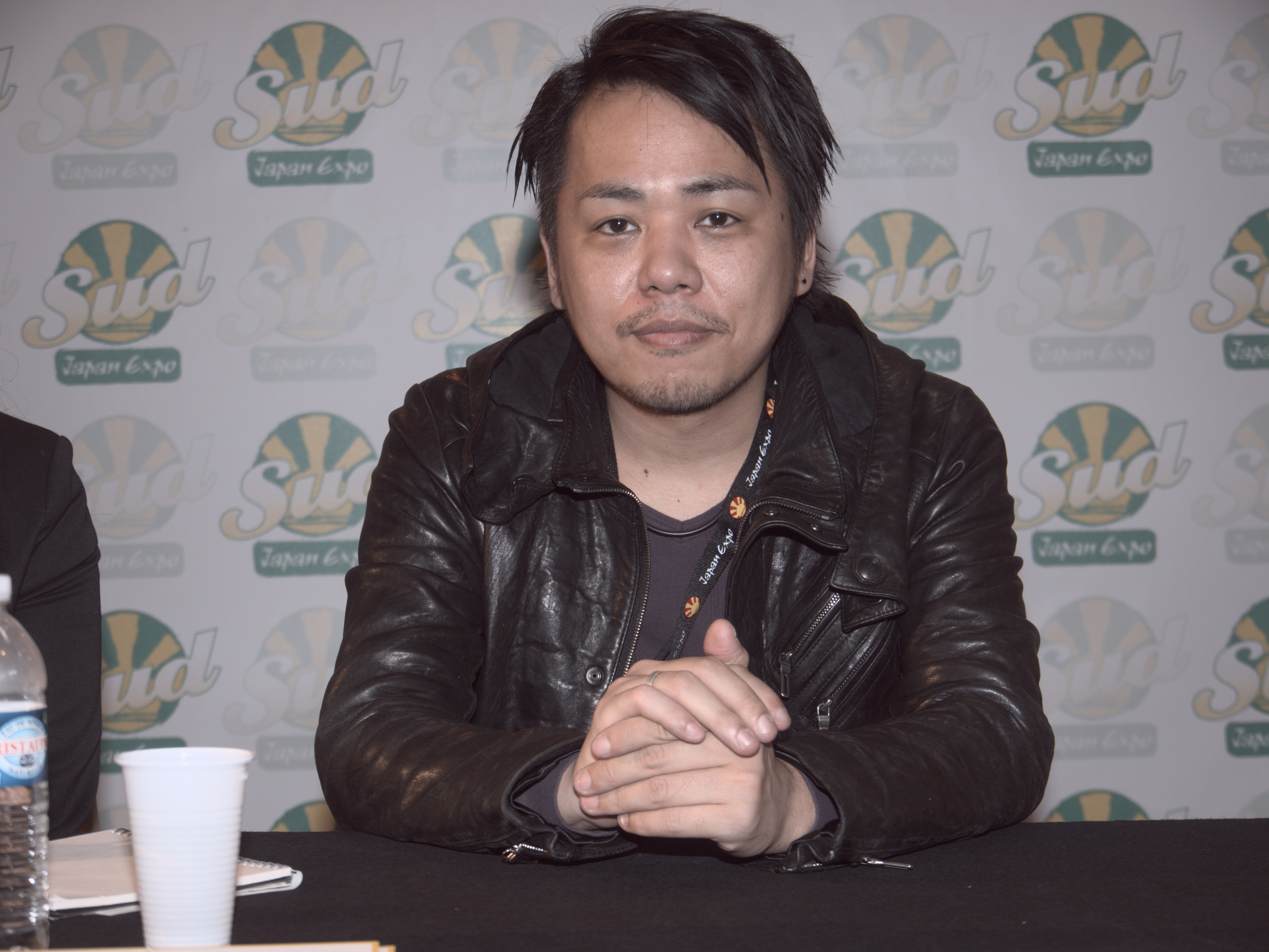
Yūsuke Kozaki, designer des personnages, en 2011.

Les jeux de la série Fire Emblem présentant des ventes de plus en plus décevantes, Fire Emblem: Awakening, le jeu précédant Fates, fut développé en 2010 pour être le dernier opus de la série Fire Emblem. Néanmoins, ce dernier étant devenu un succès commercial et critique, Nintendo donne rapidement son feu vert pour la création d'un nouveau jeu dans la série, produit par le développeur habituel de la saga, Intelligent Systems, et Nintendo SPD. L'équipe de Fire Emblem Awakening est reconduite : Kouhei Maeda d'Intelligent Systems et Genki Yokata de Nintendo SPD en tant que directeurs, Hitoshi Yamagami de Nintendo en tant que producteur, et Yusuke Kozaki en tant que character designer. Selon l'équipe, la volonté de Nintendo de créer une suite est une surprise, puisqu'Awakening est conçu pour être le dernier épisode de la série. Durant le processus de développement, le projet porte le nom de Fire Emblem 3DS II, ou FE 14, pour « Fire Emblem 14 ». Les scènes d'animation du jeu sont confiées au studio Anima, tandis que le storyboarding est confié à Spooky Graphic. Pour mettre en avant les spécificités des trois versions du jeu, une équipe principale travaille sur les aspects communs, tandis que des équipes supplémentaires s'occupent des spécificités de chacune d'entre-elles.
Le gameplay de Fire Emblem: Awakening est repris mais revisité et amélioré. L'option « Mon Château » est rajoutée à l'initiative de Kouhei Maeda afin d'offrir un autre moyen aux joueurs de découvrir et d'apprendre à connaître les personnages. Plusieurs autres de ses idées prévues pour des jeux précédents, comme les veines dragunaires ou la transmission des capacités aux personnages de la seconde génération, sont ainsi implémentées dans cette version. Très peu de cartes étant communes aux trois versions du jeu, le design prend beaucoup plus de temps que prévu. Le mode Phénix est ajouté au jeu pour introduire plus de joueurs à la série, aspect négligé dans Awakening. En effet, selon les développeurs, bien que cette mécanique de jeu puisse paraître à l'encontre des jeux Fire Emblem, elle permet à des joueurs intéressés mais rebutés par la difficulté de découvrir cette franchise. La notion d'équilibre entre satisfaire les joueurs habitués de la série et faire découvrir à de nouveaux joueurs les jeux Fire Emblem est au cœur du développement de cet opus. C'est en creusant cette notion que l'idée de séparer le jeu en deux est née, d'un côté la version Héritage, plus adaptée aux débutants, et la version Conquête, plus adaptée pour des joueurs expérimentés.
Pour la première fois dans un jeu de la série Fire Emblem, un mariage entre personnes du même sexe est possible,. En effet, le personnage principal peut de se marier à une personne du même sexe que lui : Niles dans Conquête et Révélations, si le personnage principal est un homme, et Rhajat dans Héritage et Révélations, si le personnage principal est une femme. Il est néanmoins possible pour ces personnages d'épouser également des personnages de sexe opposés. Selon Nintendo, cette décision est prise dans le but de mieux représenter la diversité des joueurs de la série Fire Emblem et plus généralement des relations humaines. Elle est provoquée par les critiques faites pour ne pas avoir inclus cet aspect dans un de leurs jeux précédents, Tomodachi Life,.

### Conception des lieux et des personnages
Les deux royaumes de Nohr et Hoshido sont fondés sur des cultures différentes. Tandis que Hoshido est inspiré par le Japon féodal, Nohr ressemble davantage aux anciens opus de la saga Fire Emblem, en utilisant un thème médiéval européen. Les deux royaumes contrastent par beaucoup de points, notamment l'architecture. Tandis que celle d'Hoshido repose majoritairement sur des espaces lumineux et aérés, le design de Nohr est plus sombre, et à base de bâtiments en pierre, s'inspirant même d'éléments de l'antiquité romaine, comme de la Bocca della Verità pour les golems nohriens. 
Les personnages de chacun des deux royaumes sont également très diversifiés, tous conçus par Yosuke Kozaki. Les personnages hoshidiens sont inspirés pour la plupart de personnalités réelles du Japon. Un des exemples les plus probants est le cas de Ryoma, dont les habits sont fortement inspirés par un samouraï, Takeda Shingen, tout en incorporant des motifs de lions à l'armure. Kozaki utilise notamment des couleurs claires, afin de mettre en valeur l'aspect lumineux du pays. Le personnage d'Azura est inspiré de la fée Viviane, des légendes arthuriennes. En effet, ces deux personnages sont des personnages clés de leur histoire respective, donnent au protagoniste leur arme de prédilection (Excalibur ou une dracopierre), et partagent l'épitaphe « Dame du Lac »,. Les personnages de grandes sœurs, Hinoka et Camilla, ont été conçues pour être opposées. Hinoka a été conceptualisé en premier par Kozaki, qui avait très tôt une idée du personnage : une femme directe et déterminée. Pour la différencier des autres chevaliers pégases, il construit un personnage assez stoïque et garçon manqué. Kozaki construit le personnage de Camilla pour être l'opposé total d'Hinoka : très mature, avec des cheveux longs et une forte poitrine. Il lui associe une personnalité de fausse timide avec un instinct maternel prononcé. Plusieurs personnages apparaissent également plus tard dans la conception des personnages, comme les vassaux des familles royales. 
Pour Nohr, un thème de type dark fantasy est envisagé, presque vampirique, afin de représenter un pays où le soleil ne se lève jamais. Les couleurs principales utilisées par Kozaki sont le noir et le pourpre, dans le but de donner au royaume de Nohr une image froide, mais unifiée. La famille royale hoshidienne utilise des couleurs blanches et rouges, dans l'habillement et les cheveux. Takumi était censé avoir des cheveux rouges, à l'instar de ses sœurs, mais se retrouve avec des cheveux argentés dans la version finale du jeu. De même, les enfants princiers du royaume de Nohr présentent des traits communs, pour représenter leurs liens familiaux. Le premier personnage conçu par Kozaki est Corrin, le protagoniste. Du fait de sa personnalisation, il se concentre plutôt sur les vêtements du héros, inspiré autant par Nohr que par Hoshido (afin de garder le joueur neutre jusqu'à sa décision), que sur le visage. Les deux versions personnage principal sont représentées pieds nus, afin de lier les personnages à leur caractère draconique. La jaquette du jeu, représentant les deux familles côte à côte, est décrit par Kozaki comme d'une grande difficulté à dessiner, à cause des character design contradictoires des personnages. Azura n'est pas incluse sur les boîtes des deux jeux, mais est bien plus présente dans les dessins de Révélations, car elle est bien plus présente dans ce jeu.

### Scénario
| Pagode à cinq étages et temple japonais féodal. |  | Château médiéval de nuit, éclairé par de faibles lumières. |
| Architectures typiques ayant servi d'inspiration aux différents royaumes, respectivement une pagode de la période Asuka pour Hoshido à droite, et un château médiéval pour Nohr à droite. |  |                                                            |

Lors du développement initial de Fire Emblem Fates, l'équipe de développeurs se concerte pour faire un état des lieux des critiques faites à Fire Emblem: Awakening, le précédent opus. Il s'avère que si le scénario est bien reçu par les nouveaux fans de la série, les plus anciens le juge trop simple. La décision est alors prise de créer une histoire qui plaît autant aux fans les plus récents qu'aux habitués de la série. Le concept d'histoire changeant selon les choix du joueur est inspiré par les souvenirs de Yamagami, qui trouve que chaque fois qu'il rejoue aux jeux Fire Emblem originaux, il trouve que chaque partie est différente selon les protagonistes qu'il choisit. Poussant ce concept à l'extrême, des histoires multiples sont imaginées. Originellement, il n'est possible que de choisir entre un des deux royaumes, mais Yamagami souhaite pouvoir choisir une troisième voie neutre, donnant ainsi lieu à la création d'une troisième voie. Il est ensuite décidé de séparer les deux jeux, plutôt que de vendre une version complète trop chère, qui peut léser certains joueurs ne désirant jouer qu'à une seule version, mais qui offre la possibilité de rajouter les autres branches de scénario facilement via des DLC moins chers. Le joueur achète ainsi le jeu, joue à une version « neutre » jusqu'au chapitre 5, avant d'effectuer un choix et de s'arrêter sur une version, les autres jeux étant disponibles plus tard via DLC. Chaque voie empruntée possède approximativement autant de gameplay et de profondeur dans le scénario que Fire Emblem: Awakening.
Le terme anglais Fates, est censé mettre en exergue les différents destins (fates, en anglais) des personnages selon les choix du joueur, qui, dans ce jeu, ont plus d'importance que dans les autres Fire Emblem.
Une fois l'idée des trois scénarios séparés définitive, l'équipe se rend rapidement compte qu'il est presque impossible de créer trois distincts. Après avoir recherché des scénaristes de jeux vidéo, le champ de recherche est étendu, afin de créer des histoires les plus réalistes, et proches de ce que l'on trouve dans des séries télévisées ou des mangas. Ainsi, c'est Shin Kibayashi qui est choisi. Approché par Kozaki, il refuse dans un premier temps, avant d'être convaincu par sa fille, cette dernière ayant apprécié jouer à Fire Emblem: Awakening. Après avoir écrit un résumé de chaque histoire en une dizaine de pages, il s'éprend des personnages créés, et complète ses pages jusqu'à écrire un résumé de 500 pages pour chacune des histoires, emporté par sa volonté de créer un récit de qualité et de ne pas décevoir sa fille, créant ainsi assez de contenu pour remplir l'équivalent de deux livres. Si les scénarios d'Héritage et Conquête sont écrits en kanji, celui de Révélations l'est en katakana afin de le distinguer des deux autres. La majorité des traits de caractères des personnages des familles royales nohrienne et hoshidienne sont créés par Kibayashi. D'autres scénaristes de l'équipe originale se chargent de peaufiner les détails, ou d'autres, comme Yukinori Kitajima se chargent des scripts des dialogues entre les personnages. Nami Kumoro, ayant déjà travaillé sur Fire Emblem: Awakening, est également l'une des principales scénaristes de Conquête et Héritage.

### Adaptations au marché occidental
La localisation du jeu est effectuée par la branche spécialisée dans la traduction de Nintendo, le Nintendo Treehouse. Plusieurs changements sont effectués lors de la traduction. Dans la version japonaise, une conversation entre le héros et un personnage nommé Soleil suscite la polémique, car présentant des éléments ressemblant à une thérapie de conversion. En effet, une poudre magique que lui fait boire Corrin afin qu'elle tombe amoureuse de lui,. Pour éviter de créer une controverse, ces éléments sont retirés de la version occidentale et le dialogue est modifié. 
De plus, dans « Mon Château », certaines possibilités sont également restreintes dans les versions occidentales. La version occidentale du mini-jeu des sources chaudes empêche les joueurs de bouger la caméra librement, la forçant dans une position stationnaire, et change plusieurs maillots de bain, jugés trop révélateurs. 
Dans la version japonaise du jeu, grâce à l'écran tactile, le joueur peut tapoter et caresser les personnages qu'il invite dans sa chambre, possibilité limitée dans les versions européennes et américaines, qui la restreint aux couples mariés. 

## Bande-son

### Musique
La musique de Fire Emblem Fates est composée par de nombreux artistes. Hiroki Morishita, d'Inteliigent Systems et Rei Kondoh, de T's Music font leur retour, après avoir travaillé sur Fire Emblem: Awakening, tandis que Takeru Kanazaki, connu pour son travail sur la série WarioWare, Yasuhisa Baba d'Intelligent Systems et Masato Kouda, connu lui pour son travail sur la série Monster Hunter, font leur entrée. Yuka Tsujiyoko, la compositrice originale des jeux Fire Emblem, officie ici en tant que superviseur sonore. Kanazaki et Morishita écrivent la majorité des musiques du jeu, tandis que les arrangements sont principalement effectués par Kondoh.
Le thème principal de Fire Emblem Fates, Lost in Thoughts all alone interprété par Azura dans le jeu, est composé par Morishita, tandis que Maeda se charge des paroles. C'est la chanteuse japonaise Renka qui l'interprète dans la version originale. Quand les développeurs auditionnent Reka, à la recherche d'une chanteuse capable de retranscrire toute leur vision du personnage, ils sont instantanément conquis, plusieurs d'entre eux ayant pleuré à la fin de sa performance. Cette chanson est reprise plusieurs fois, sous différentes variations, à travers le jeu. Dans la version anglaise, c'est Rena Strober qui assure la voix chantée et la voix parlée d'Azura. Elle performe les différentes versions du thème principal, qui varient selon la version du jeu.
Un album officiel, Fire Emblem Fates Official Soundtrack est sort le 27 avril 2016, sous le label Symphony n°5 de Tablier Communications, qui produit et distribue ce CD. Cet album contient sept disques de musiques des trois versions de Fire Emblem Fates, ainsi qu'un petit livret contenant les commentaires des compositeurs. Un DVD spécial est également inclus, contenant des remix de chansons des jeux Fire Emblem, ainsi que des versions en haute définition des cinématiques des jeux. Contenant ainsi huit disques au total, Fire Emblem Fates Official Soundtrack fait partie des bandes originales les plus volumineuses et est la bande originale de jeu vidéo la plus grande pour un seul jeu à ce jour, avec plus de quatorze heures d'enregistrements. Bien qu'appartenant à cette compilation, Lost in Thoughts all Alone bénéficie également d'une sortie en single le 1er juillet 2015.

### Doublage
Tout comme dans Fire Emblem: Awakening, les personnages ne sont pas doublés en intégralité. Seuls quelques lignes de dialogues sont doublées et utilisées pour chaque personnage, en dehors des cinématiques. 
Contrairement à l'opus précédent, il n'est pas possible de profiter des voix originales japonaises, et seule la piste audio anglaise est disponible en dehors du Japon. Cela pousse alors un groupe de fans à envoyer des plaintes à Nintendo, et à tenter de créer leurs propres versions traduites, avant d'en être empêché par Nintendo lors de la sortie du jeu.
Lors des auditions, les doubleurs ne savent pas pour quels personnages ils auditionnent. Brianna Knickerbocker, l'interprète anglaise de Sakura, ne savait ainsi pas pour quel personnage elle auditionnait, et encore moins que ce personnage allait se révéler capital à l'histoire.    
Dans certains cas précis, les acteurs disposent d'indications particulières. En effet, Julie Ann Taylor, la doubleuse de Selena et Caeldori, a déjà doublé ces personnages dans l'itération précédente, Fire Emblem: Awakening. Les développeurs lui ont ainsi indiqué qu'elle doublerait des personnages similaires à ceux qu'elle a précédemment doublé, sans s'épancher plus sur les détails. Cela a permis à l'actrice de moduler légèrement sa performance, et de ne pas subir la pression de doubler un personnage déjà doublé par un autre doubleur. Similairement, Kaiji Tang, interprète d'Odin, reçu des instructions sur son personnage, qui est un alter-ego d'Owain, un personnage de Fire Emblem: Awakening, mais peu d'informations sur ses autres personnages, Ignatius et Shiro.    

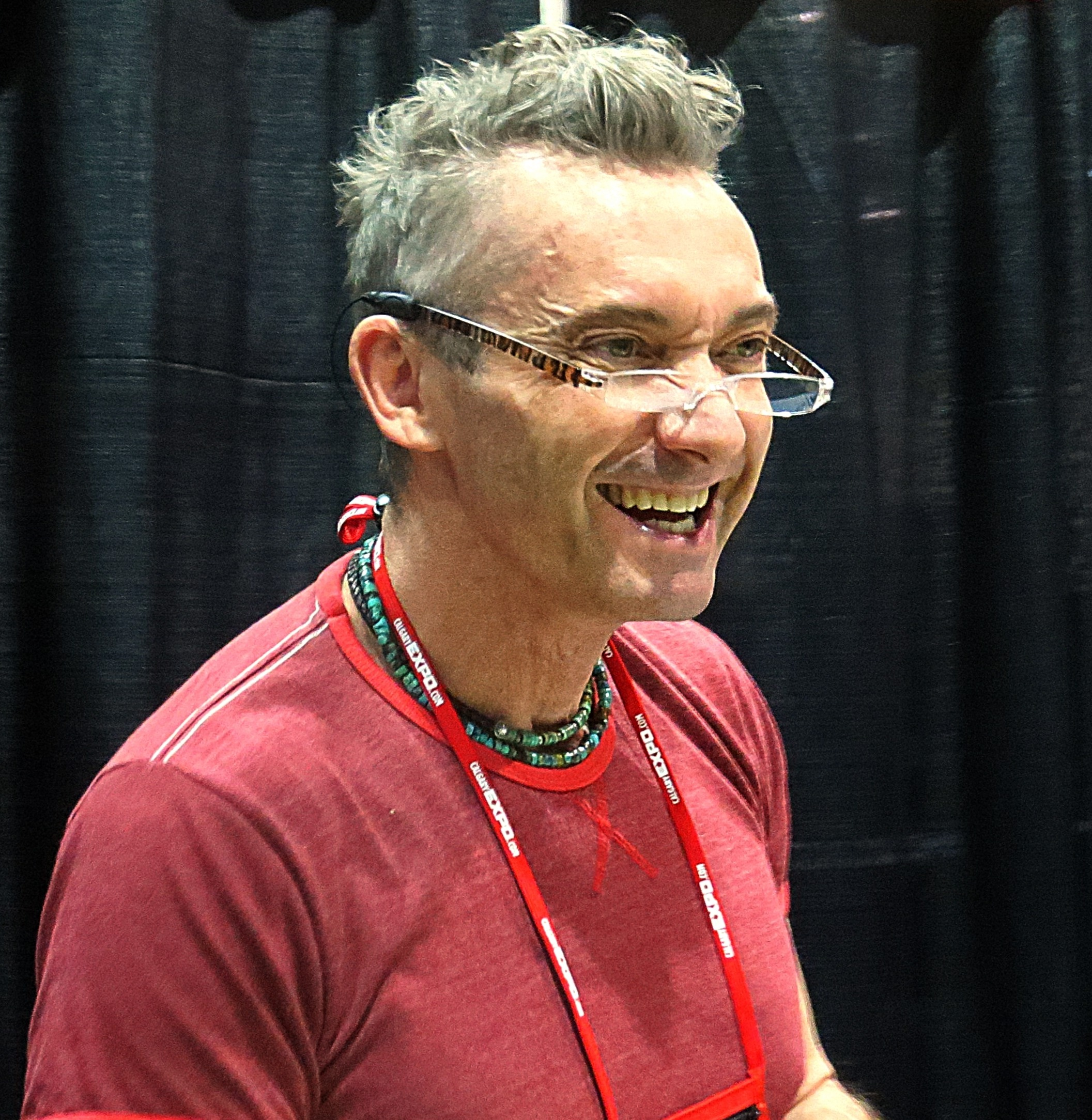
Cam Clarke, interprète anglais de Corrin.
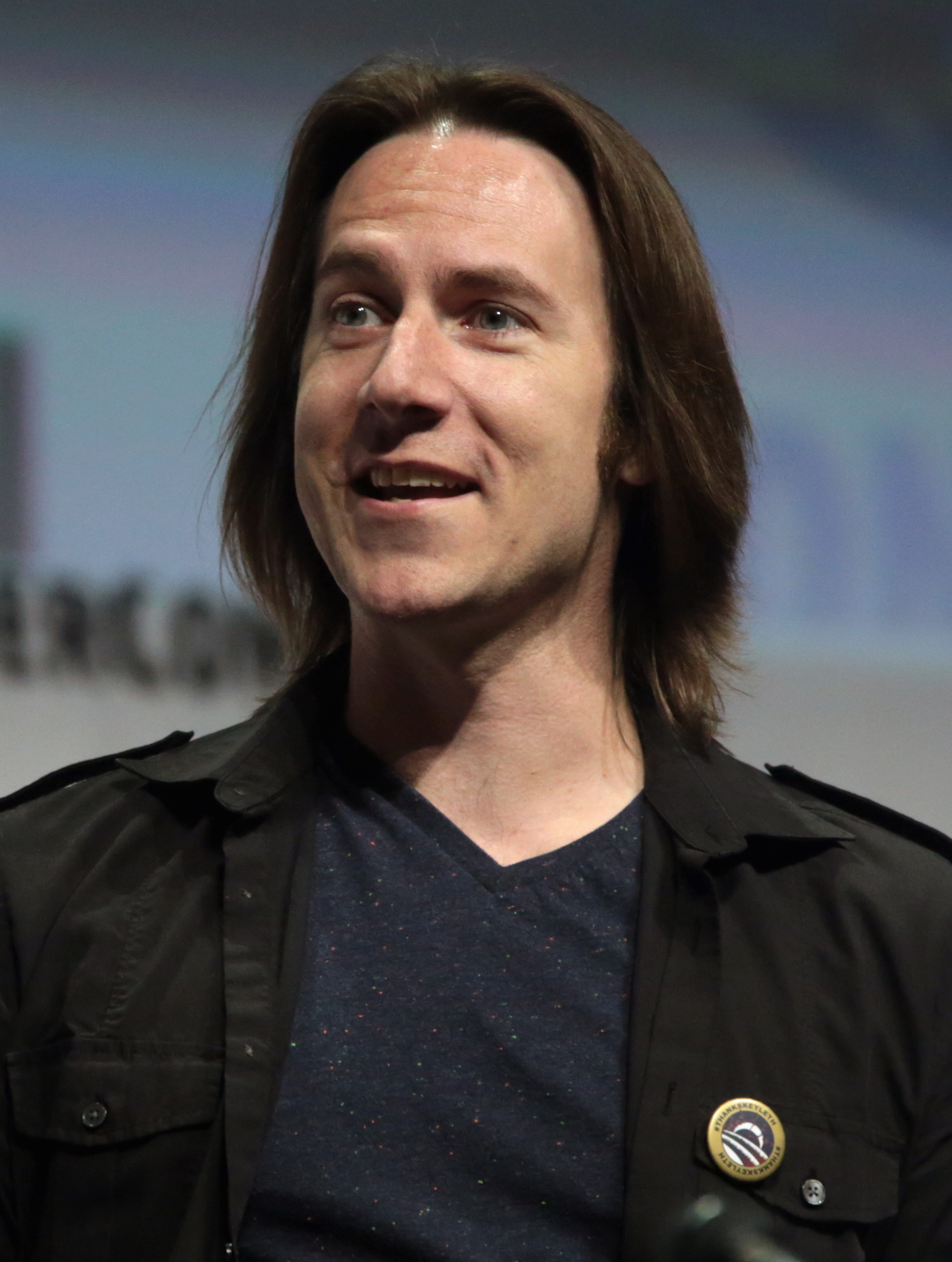
Matthew Mercer, interprète anglais de Ryoma, Azama et Shigure.
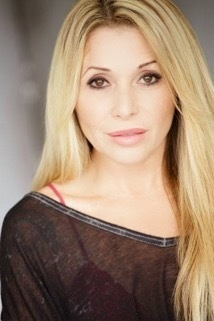
Elizabeth Daily, interprète anglais de Hinoka.
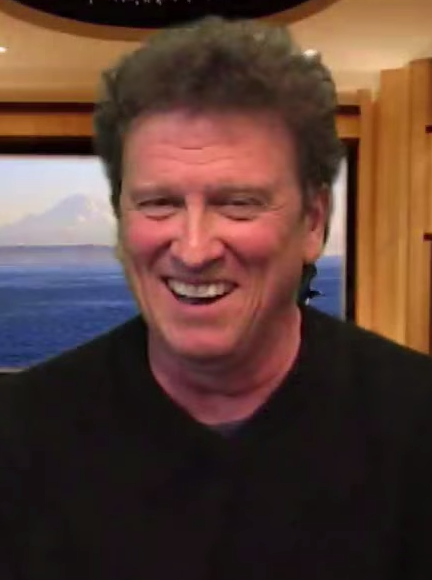
Roger Rose, interprète anglais de Takumi, Niles et Hisame.
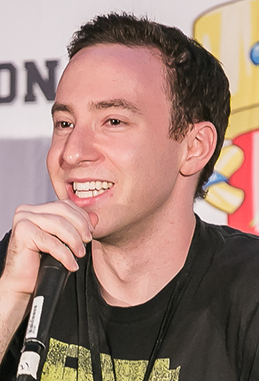
Max Mittelman, interprète anglais de Léo, Forrest et Kaden.
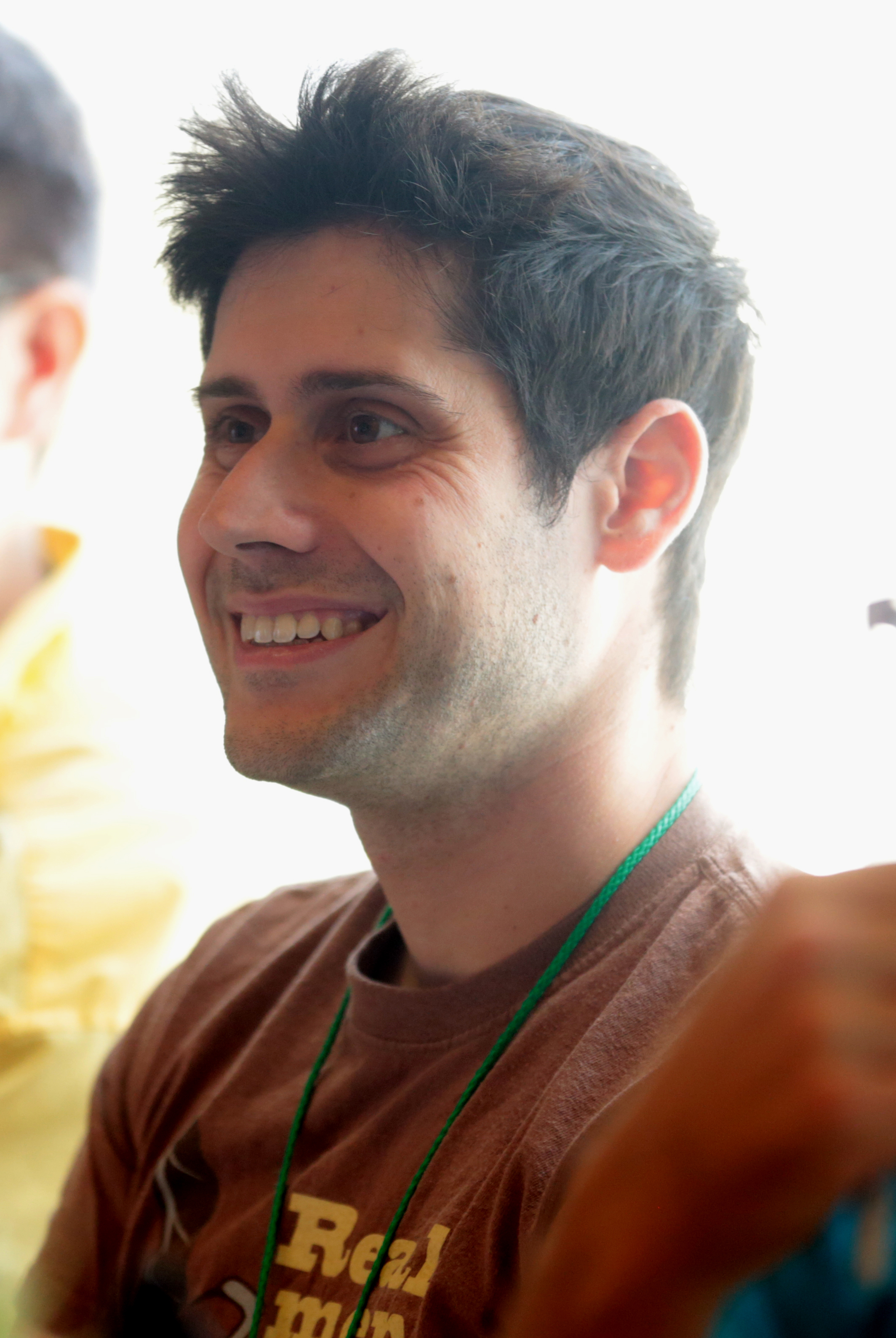
Benjamin Diskin, interprète anglais de Saizou, Hayato et Jakob.
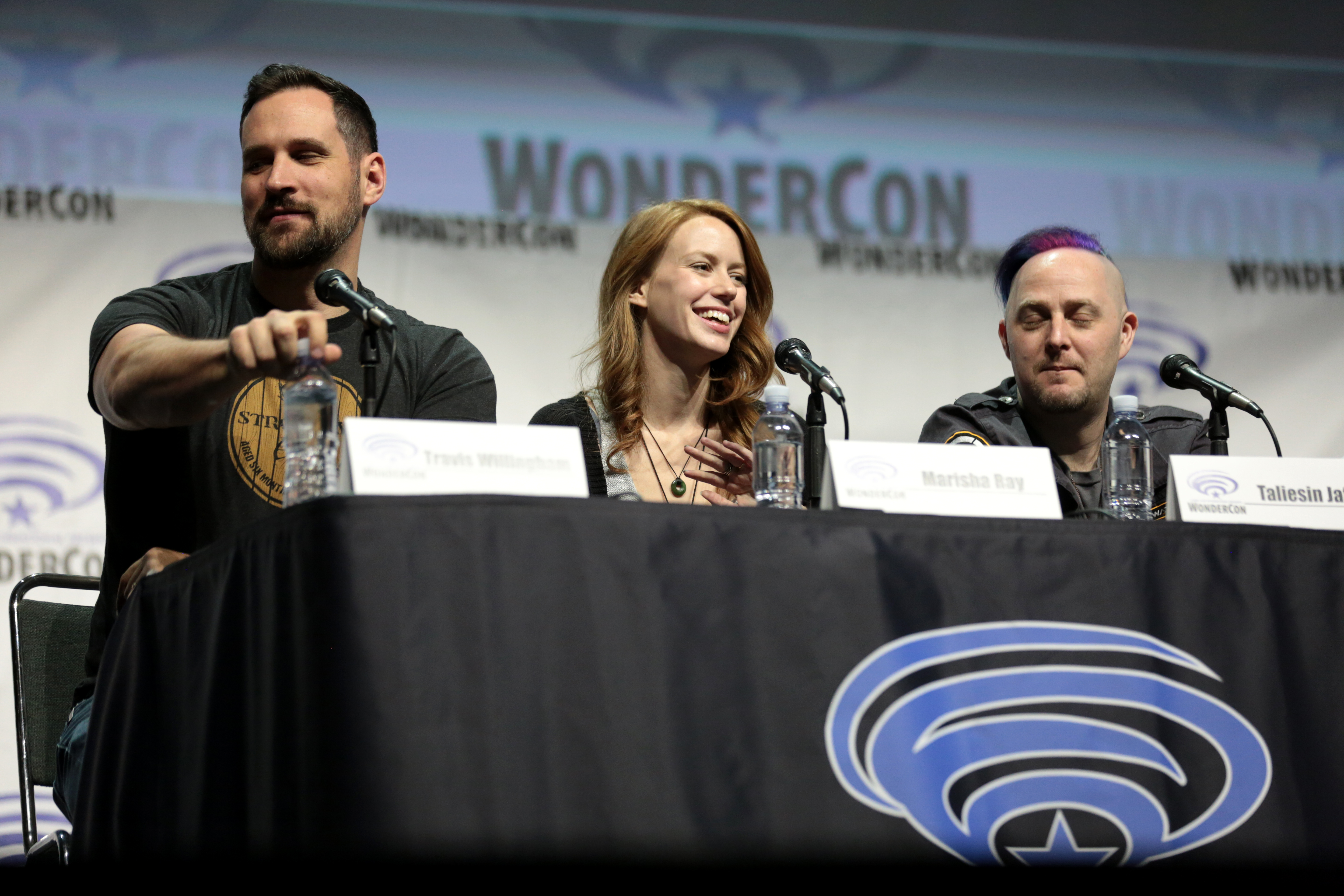
Travis Willingham et Marisha Ray (à gauche et au centre), interprètes anglais de Garon et Mikoto, Effie et Oboro, respectivement.

## Accueil

### Commercialisation et sortie
Le jeu est dévoilé lors du Nintendo Direct du 14 janvier 2015. Les deux versions sortent le 25 juin 2015 au Japon. Annoncé pour 2016 hors du Japon, son titre international est annoncé lors de l'Electronic Entertainment Expo 2015. Il sort finalement le 19 février 2016 en Amérique du Nord et le 20 mai 2016 en Europe et en Australie. Révélation est lui disponible par en téléchargement deux semaines après la sortie des deux premières voies au Japon, le 9 juillet 2015, le 10 mars 2016 aux États-Unis et le 9 juin en Europe et en Australie. Une édition collector contenant un artbook, les trois versions du jeu, ainsi qu'un poster est également commercialisé en Occident lors de la sortie du jeu. Une version limitée de la New Nintendo 3DS XL aux couleurs du jeu est également disponible à la vente à la sortie de Fire Emblem Fates, bien que ne contenant pas le jeu,.

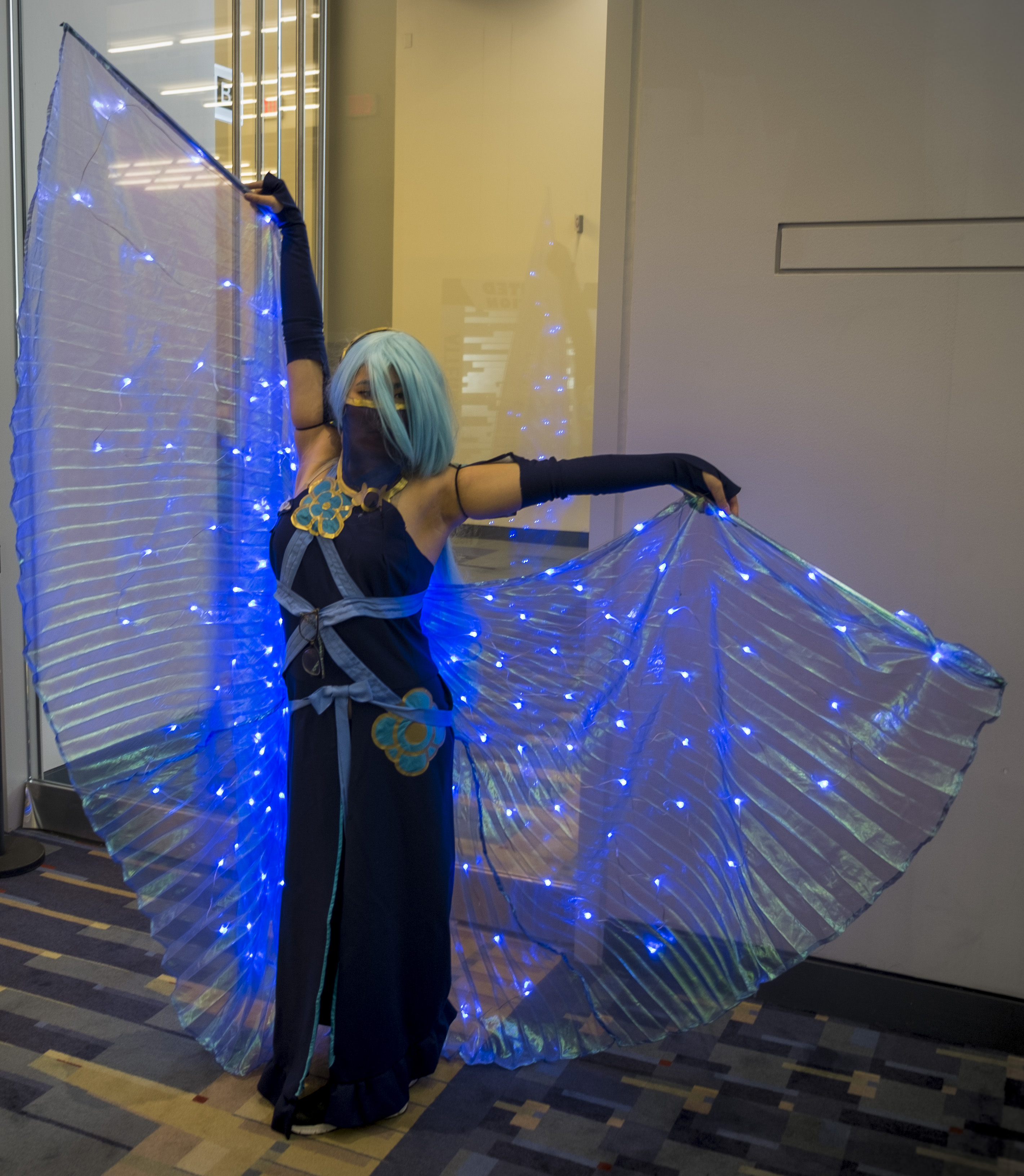
Cosplay du personnage d'Azura, personnage principal du jeu.

Afin de promouvoir Fire Emblem Fates au Japon, un manga sur Fire Emblem: Awakening, ainsi qu'un jeu de carte spécifique sortent au Japon, les paquets de cartes contenant en effet des codes permettant de débloquer des personnages supplémentaires dans la version japonaise du jeu (Marth, Lucina et Minerva). Toujours dans l'optique de promouvoir le jeu à l'international, Corrin, le personnage principal, est ajouté en tant que personnage jouable à Super Smash Bros. for Nintendo 3DS / for Wii U en février 2016, en tant que contenu additionnel. Yusuke Kozaki fait également la promotion du jeu lors de la Japan Expo 2015 à Paris, où il fait un dessin exclusif d'un personnage (Felicia) et parle du jeu, alors pas encore sorti en Occident. Afin de promouvoir le jeu, des badges exclusifs représentant les héros de Fire Emblem Fates sortent de manière conjointe au jeu sur Nintendo Badge Arcade.

### Critiques
Fire Emblem Fates est bien accueilli par la presse spécialisée et reçoit des critiques positives pour son gameplay, amélioré par rapport aux précédents opus de la saga, ses différents scénarios, jugés riches et immersifs, mais également pour la qualité de sa musique. Néanmoins, l'une des critiques les plus récurrentes est la nécessité de dépenser autant pour avoir accès à la totalité du jeu.
Pour le site web spécialisé dans le jeu vidéo GameSpot, « l'association entre scénario et gameplay est la plus grande réussite du jeu ». Similairement, Jon Wahlgren du site spécialisé Nintendo Life loue l'accessibilité du gameplay, ainsi que les améliorations apportées depuis Fire Emblem: Awakening. Le magazine américain Electronic Gaming Monthly salue les « nouveautés apportées au gameplay habituel, notamment Mon Château ». Cette nouvelle fonctionnalité est également louée par Kat Bailey, du site spécialisé USGamer, qui est selon elle « l'une des nouvelles optionnalités les plus intéressantes et agréables de cet opus ». Elle félicite également l'interface du jeu, qu'elle juge « attractive et facile d'accès ». Pour le magazine de jeux vidéo japonais Famitsu, Fire Emblem Fates « offre des nouveautés de gameplay bienvenues, comme le nouveau système de duo ou les veines dragunaires ». De plus, « l'histoire est captivante du début à la fin, permettant au joueur de s'attacher aux personnages ». Le site spécialisé Polygon rajoute que les relations de soutien est l'une des forces du jeu, « offrant au jeu parmi ses plus beaux moments d'écriture ». Selon Game Informer, le gameplay des deux versions est « fantastique, et le scénario très immersif ». Le média français spécialisé Gameblog salue lui « un enrichissement spectaculaire du gameplay et une narration élaborée faisant prendre une nouvelle envergure à la saga Fire Emblem ». Le site mentionne également l'ampleur des trois versions, a fortiori réunies, donnant à l'histoire un aspect épique. Le site rajoute que la diversité des armes et des classes, ainsi que l'option « Mon Château » sont des points positifs. Jeuxvideo.com qualifie cette fonctionnalité d'« excellente addition rajoutant de l'intérêt à l'entre mission » et met en avant la qualité du gameplay. Selon eux, c'est une vraie réussite, une expérience complète, et l'un des meilleurs, si ce n'est le meilleur, jeu de la 3DS. Pour IGN, « les mécaniques de jeu sont très bien pensées et intuitives », et sont au service d'un « émouvant voyage ». La richesse des différents scénarios est également louée par le site Eurogamer, à l'instar de la nouvelle option Mon Château, qui permet de découvrir et construire les relations entre les personnages. La rédaction du site spécialisé JeuxActu félicite similairement la micro-gestion de la nouvelle fonctionnalité Mon Château, en plus des multiples systèmes de soutien entre les personnages, sur et en dehors du champ de bataille. Elle estime également que l'aspect stratégique du jeu est « une vraie réussite ». Le site GamesRadar+ fait pour sa part l'éloge des différents scénarios, l'aboutissement du système de combat (saluant notamment l'ajout de nouvelles armes, mais aussi la disparition de la possibilité de briser ses armes). Le site apprécie les différentes options proposées par le jeu qui ont pour effet de s'attacher aux personnages. Chris Carter, journaliste du site spécialisé Destructoid, loue la variété des objectifs proposés par les deux versions du jeu, notamment les aspects plus stratégiques de la version Conquête. Néanmoins, le scénario ne fait pas l'unanimité. RPGamer le caractérise comme étant « une lutte non inspirée du bien contre le mal ».  
Pour Game Informer, les « cinématiques et les environnements sont magnifiques, compensant ainsi les modèles de personnages parfois brouillons ». De plus, la « musique orchestrale est d'une grande qualité ». Eurogamer voit un jeu « « proche de la perfection », porté notamment par la qualité de la musique ainsi qu'une animation « splendide » ». Gameblog signale la qualité des cinématiques, du design des personnages, de la bande son et de la 3D, permettant une immersion totale dans l'intensité des combats, des éloges partagés par leurs confrères d'USGamer, qui estiment que les cinématiques du jeu sont « excellentes ». Gamekult, à l'instar de ses confrères, met en avant les musiques du jeu, jugées « fabuleuses », ainsi que le soin apporté aux traductions françaises. Pour IGN, « les graphismes ont subi une amélioration depuis Fire Emblem: Awakening, notamment au niveau des détails des personnages ». De plus, l'ambiance sonore, jugée impressionnante, est très diversifiée, « que ce soit les percussions ou les instruments à cuivre représentant l'esprit guerrier du royaume de Nohr, ou les instruments à vent ou à cordes symbolisant la tranquillité du royaume d'Hoshido ». Plus critique, Jeuxvideo.com souligne que même si « les quelques rares cinématiques sont de très bonne facture, les décors et zones de combats auraient pu être un peu plus jolis ». Néanmoins, la rédaction fait l'éloge de la bande-son, qui est « une vraie réussite avec un clair écart entre les sonorités militaires du royaume de Nohr et les douces mélodies asiatiques du royaume d'Hoshido ». Similairement, Zach Welhouse, journaliste du site spécialisé RPGamer félicite les sonorités japonaises qui composent les thèmes musicaux du continent d'Hoshido, ainsi que l'amélioration des graphismes depuis Fire Emblem: Awakening. À l'inverse, Florian Velter, de la rédaction du site français JeuxActu, trouve la 3D « vieillissante », bien qu'il rende hommage aux mélodies « envoûtantes, et qui donnent au jeu une identité particulière ».
Plus généralement, le journal numérique Le Monde - Pixels félicite lui « un jeu long, épique et jusqu'au-boutiste, le meilleur de la franchise ». Electronic Gaming Monthly se réjouit de l'apparition du mode multijoueur, qui augmente la durée de vie du jeu et lui confère encore plus de rejouabilité. De plus, Gamekult félicite la possibilité d'avoir accès à un mariage homosexuel. Destructoid vante quant à lui la durée de vie des contenus additionnels, qui est « tout aussi importante que les deux jeux principaux ». Noelle Corbett, du site internet spécialisé Comic Book Resources, loue également le traitement du personnage de Forrest, le fils de Leo. Elle vante notamment la manière dont ce personnage masculin qui n'a pas peur d'exprimer sa part de féminité est portrait, et félicite également le fait d'avoir évité l'écueil d'écriture dans lequel rentre beaucoup de personnages ne se conformant pas aux normes du genre.  
Parmi les critiques les plus récurrentes, GamesRadar+, à l'instar de Famitsu, JeuxActu et Gamekult,,, déplore un nombre de micropaiements trop fréquents entraînant un coût financier lui aussi important. JeuxActu regrette également l'absence de version japonaise dans les dialogues. Le site Polygon déplore également une sous-exploitation du système « Mon Château », ainsi qu'une surcomplication inutile du système de changement de classe, critique partagée par l'équipe d'USGamer. Ray Carsillo, du magazine américain Electronic Gaming Monthly regrette l'apparition du mode Phénix, qui retire toutes les conséquences des actions du joueur, ainsi que la nécessité de jouer aux trois versions du jeu afin de profiter de l'expérience complète. Blake Peterson, journaliste du site spécialisé Game Revolution, partage ces critiques, en faisant remarquer qu'il manque quelque chose à chaque version prise individuellement.  RPGamer se montre également assez critique sur l'intégration dans l'histoire des enfants, jugée faite à la va-vite, et une conséquence du succès de la mécanique issue du jeu précèdent sans véritable réflexion derrière. Eurogamer regrette également la traduction « plus maladroite » effectuée par Nintendo, surtout comparée à la traduction de l'opus précédent, qui avait été elle effectuée par le studio 8-4. Eurogamer déplore également les modifications apportées à la version européenne, notamment le retrait des interactions retirées de l'option Mon Château. Pour Noelle Corbett, du site internet spécialisé Comic Book Resources, la dernière route du jeu est également décevante, retirant beaucoup de l'impact émotionnel du choix entre les deux familles, cette happy end nuisant à l'ambiance douce-amère du jeu.

### Ventes
Pour sa première semaine de commercialisation au Japon, le jeu s'écoule à plus de 300 000 exemplaires, toutes versions confondues, avec notamment des ventes plus élevées pour la version Héritage,. La semaine suivante, environ 55 000 unités supplémentaires sont vendues sur le marché japonais. La version Héritage reste en tête du classement des ventes, alors que la version Conquête tombe à la quatrième place du classement. Lors de la troisième semaine de vente, les deux versions de Fire Emblem Fates tombent en quatrième place du classement des ventes, avec environ 30 000 copies supplémentaires vendues. Selon le magazine nippon spécialisé dans les jeux vidéo Famitsu, sans compter les éditions spéciales, les ventes physiques du jeu sont estimées à 538 669 exemplaires à la fin de l'année 2015, faisant de Fire Emblem Fates le dixième jeu le plus vendu de l'année au Japon.
Lors des trois jours suivants la sortie américaine de Fire Emblem Fates, 300 000 exemplaires sont écoulés, ce qui signifie que ce nouvel opus réalise le démarrage le plus rapide de la franchise, soit cinq fois plus que son prédécesseur lors des premiers jours de sa commercialisation,. Dans la version physique du jeu, Héritage s'est mieux vendu que la version Conquête, sans prendre en compte l'achat de DLC. À la fin du mois de février, c'est près de 400 000 exemplaires qui sont vendus, en comptant à la fois les ventes physiques et digitales. 
Lors de la sortie européenne de Fire Emblem Fates, son succès est tel que l'édition limitée devient indisponible au niveau des points de vente et sur les sites de réservation à peine une semaine après sa commercialisation. Au Royaume-Uni, la version Héritage fait son entrée à la cinquième place des jeux les plus vendus tout formats confondus, derrière d'autres jeux comme Doom, Homefront: The Revolution ou Uncharted 4: A Thief's End. La version Conquête se retrouve quant à elle à la onzième place du classement. 
En mars 2016, le total des ventes de Fire Emblem Fates approche les 1 840 000 copies, à la fois sur l'eshop et en cartouche. Le jeu s'écoule à 780 000 unités au Japon, tandis que les 1 100 000 autres ventes ont lieu dans le reste du monde, selon un bilan financier effectué par Nintendo.
Les contenus téléchargeables des deux versions se sont également bien vendus, arrivant à la cinquième place des ventes des contenus téléchargeables de Nintendo lors de l'année fiscale 2015-2016. Au total, c'est 2 900 000 unités de Fire Emblem Fates qui s'écoulent jusqu'en avril 2020,, faisant du jeu le plus vendu de la franchise derrière Fire Emblem: Three Houses.

### Récompenses
Dès sa sortie, Fire Emblem Fates est récompensé par de nombreux prix. Il reçoit notamment en 2015 le prix d'excellence décerné par le magazine Famitsu. 
L'année suivante, il est nommé dans plusieurs catégories de cérémonies, comme The Game Awards  ou les Game Developers Choice Awards, où il est notamment en compétition pour le titre de « Meilleur jeu sur console portable » ou « Meilleur jeu de stratégie ». Il arrive néanmoins derrière Pokémon Soleil et Lune ou Civilization VI dans ces catégories,. Plusieurs sites spécialisés le nomment également dans des catégories similaires, comme IGN, Destructoid ou GameSpot, où il perd une fois encore au profit de Pokémon Soleil et Lune, ou de XCOM 2,,,.
| Année | Récompense                    | Catégorie                                       | Statut     |
| ----- | ----------------------------- | ----------------------------------------------- | ---------- |
| 2015  | Famistu Awards                | Prix d'excellence                               | Lauréat    |
| 2016  | The Game Awards               | Meilleur jeu sur console portable               | Nomination |
| 2016  | The Game Awards               | Meilleur jeu de stratégie                       | Nomination |
| 2016  | Destructoid Awards            | Meilleur jeu 3DS de l'année                     | Nomination |
| 2016  | IGN Awards                    | Meilleur jeu Nintendo 3DS                       | Nomination |
| 2016  | IGN Awards                    | Meilleur jeu de stratégie                       | Nomination |
| 2016  | GameSpot Awards               | Meilleur jeu Nintendo 3DS                       | Nomination |
| 2016  | Game Developers Choice Awards | Meilleur jeu sur console portable ou sur mobile | Nomination |

## Postérité

### Place dans la série et influence sur les jeux futurs
Tout comme son prédécesseur Fire Emblem: Awakening, Fire Emblem Fates est un succès commercial et critique qui permet à la série de trouver un second souffle de popularité en dehors du Japon,. Selon l'agrégateur de notes Metacritic, Fire Emblem Fates est parmi l'un des dix meilleurs jeux Nintendo de la seconde moitié de la décennie 2010. Les modifications apportées par l'opus précédent, comme la disparition de la mort permanente, ou le développement plus poussé des relations entre les personnages, sont de nouveau présentes dans cet opus, et sont retrouvés dans les opus suivant Fates, Fire Emblem Echoes: Shadows of Valentia et Fire Emblem: Three Houses,. Fire Emblem: Three Houses reprend d'ailleurs plusieurs éléments introduits dans Fire Emblem Fates, à commencer par la possibilité de se marier à des personnes de même sexe,, ou l'histoire séparée en trois scénarios différents. L'option Mon Château, instaurée dans Fates, a servi d'inspiration pour le monastère de Garreg Mach, avec des ambitions plus importantes. En effet, les deux servent de hub entre les chapitres de l'histoire, mais le monastère est plus poussé, ajoutant beaucoup plus d'interactions et étant directement intégré à l'histoire, même s'il n'est pas personnalisable.  
Comme de nombreux personnages de la franchise Fire Emblem, de nombreux personnages issus de Fire Emblem Fates sont inclus dans le jeu mobile Fire Emblem Heroes. Si certains personnages, comme Corrin, Azura, Xander, Ryoma, Takumi, Elise ou Felicia sont présents dès la sortie du jeu,,, d'autres personnages sont régulièrement ajoutées au jeu grâce à des mises à jour, qu'ils soient de nouveaux personnages comme Kaden, Mikoto, Lilith, Nyx, Siegbert ou Kanna,,,,,,, ou des versions alternatives de personnages déjà existants habillés différemment pour certaines occasions, à l'instar des costumes de lapin pour Pâques, des maillots de bain pour les vacances d'été, des kimonos traditionnels pour le nouvel an ou des costumes effrayants pour Halloween,,,,,. Plusieurs musiques du jeu sont également réutilisées. Les héros de Fire Emblem Fates sont également mis en avant lors de plusieurs évènements, comme la grande bataille contre Iago, le tournoi de la nouvelle année, ou la bataille légendaire contre Corrin. 

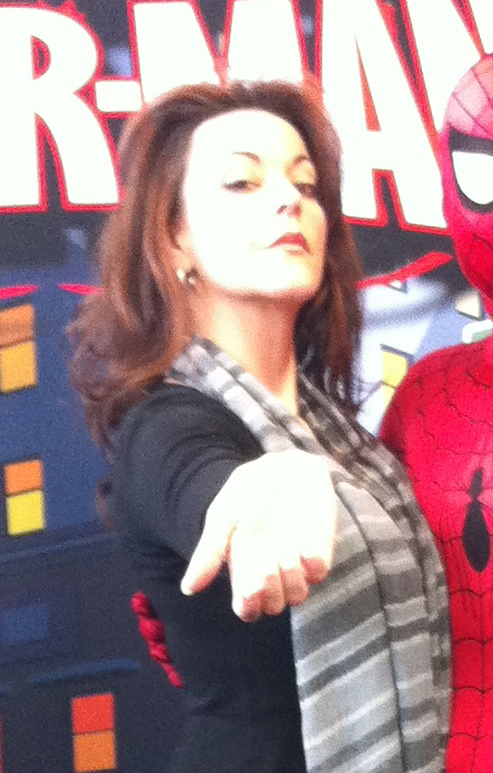
Misty Lee, interprète de Camilla dans les opus suivant Fire Emblem Fates.

Selon un sondage de popularité des personnages de Fire Emblem organisé par Nintendo en janvier 2017 dans le cadre d'un événement pour Fire Emblem Heroes, Camilla arrive en quatrième position du classement féminin, cumulant 25 766 voix. Corrin, Azura, Felicia, Elisa, et Sakura arrivent respectivement en cinquième, huitième, quatorzième, quinzième et vingtième positions. Pour le classement masculin, Takumi arrive en neuvième position avec 12 662 votes. Léo se place en dixième position, et Niles en seizième position. 
Lors d'un deuxième sondage de popularité excluant les gagnants et les dauphins du premier sondage, Camilla arrive en troisième position du classement féminin, avec 28 166 votes, suivi d'Azura en cinquième position, et de Corrin en neuvième place. Du côté du classement masculin, Takumi arrive en huitième place du classement, avec 10 407 voix, suivi de Ryoma en dixième position, qui recueille 8 238 votes.
Un troisième sondage de popularité réalisé un an plus tard et excluant les huit précédents gagnants place Leo et Takumi en dixième et onzième positions du classement masculin, avec respectivement 9 836 voix et 9 118 voix. Ryoma se place lui en dix-neuvième place du classement. Du côté des personnages féminins, Camilla se place à la deuxième place du podium avec 46 741 votes, ce qui lui permet d'avoir accès à un costume alternatif,. La version féminine de Corrin se place à la sixième position du classement, immédiatement suivie d'Azura. Selkie se retrouve pour sa part à la douzième place du classement féminin. 
Des personnages de Fates sont également présents dans le jeu hors-série Fire Emblem Warriors, comme Corrin, Ryoma, Xander, Hinoka, Camilla, Takumi, Leo, Sakura et Elise,. Ils jouent un rôle dans l'histoire principale et accompagnent les personnages originaux Rowann et Lianna dans leur quête,. Un contenu téléchargeable payant centré sur les personnages de Fire Emblem Fates sort le 21 décembre 2017, introduisant les personnages d'Azura, Niles, vassal de Leo, et Oboro, vassale de Takumi,, ainsi que de nouvelles cartes de mode Chroniques, inspirée de plusieurs chapitres du jeu, comme l'assassinat de Mikoto ou la visite à la tribu des glaces. De nouveaux costumes sont également disponibles pour les personnages de Fates, comme des costumes de majordomes pour Camille et Takumi, ou des personnages de nobles hoshidiens et nohriens pour Corrin,. Plusieurs doubleurs reprennent ainsi leur rôles, à l'instar de Brianna Knickerbocker, l'interprète de Sakura, tandis que d'autres, comme Camilla, trouvent de nouveaux doubleurs (Misty Lee dans le cas présent).
Corrin est de plus l'un des personnages auxquels il est possible de faire appel grâce aux Emblèmes dans Fire Emblem Engage, dans son incarnation féminine. Elle y est rejointe par Camilla dans le deuxième volume de contenu téléchargeable additionnel. Ces deux personnages rejoignent l'armée d'Alear, le héros du jeu, après une bataille de recrutement. Leur pouvoir est contenu dans un anneau, que le joueur peut utiliser à des instants spécifiques. Le pouvoir de Camilla, par exemple, fait appel à ses pouvoirs draconiques pour modifier le terrain et diminuer les caractéristiques des adversaires.  
Plusieurs personnages de Fates, comme Azura, Takumi, Tsubaki ou Camilla, obtiennent un niveau de popularité élevé, et sont régulièrement cités dans des rétrospectives sur l'ensemble de la franchise,,,.

### Produits dérivés

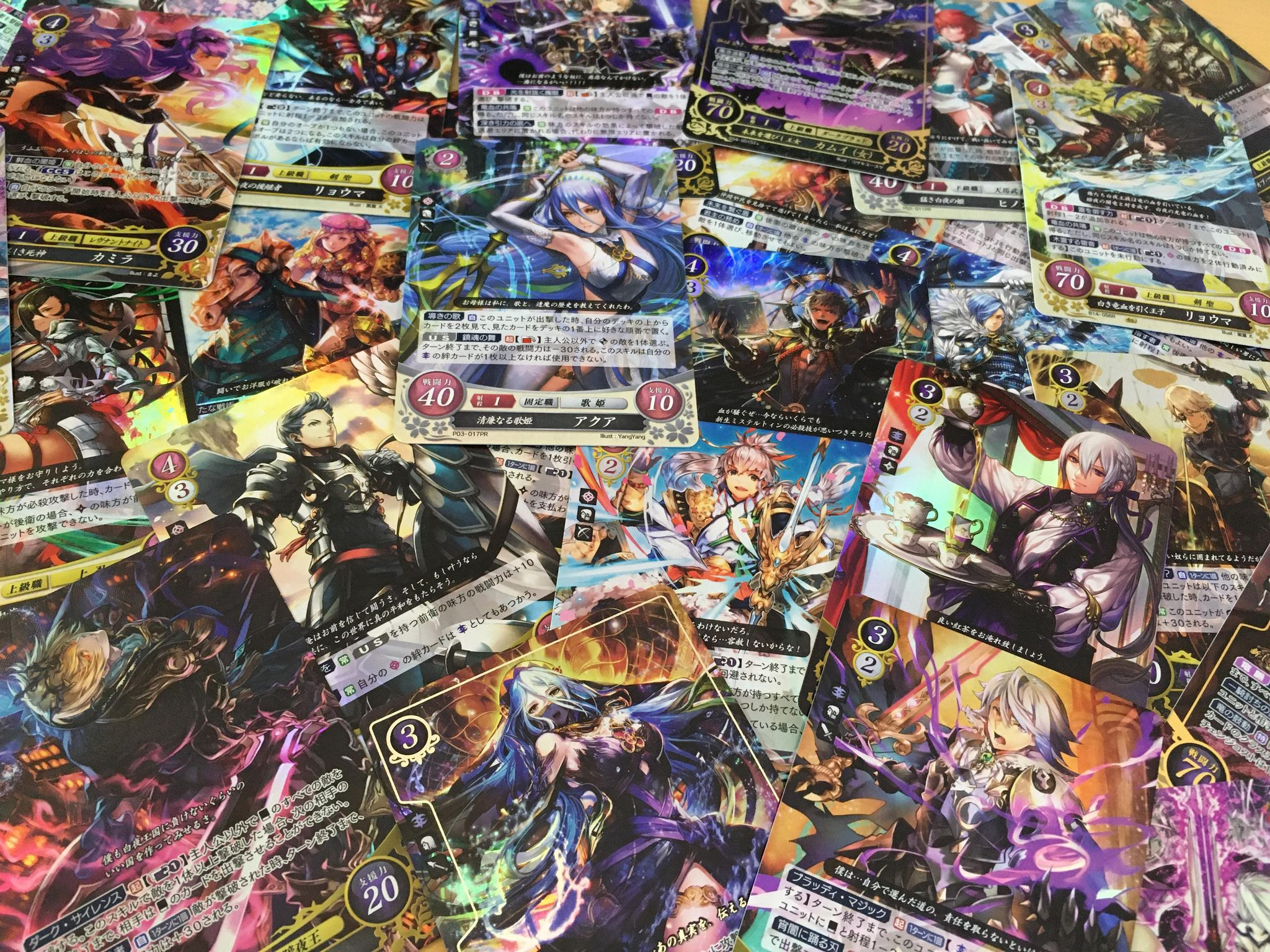
Tas de cartes Fire Emblem représentant des personnages de Fire Emblem Fates.

À la suite du succès international de Fire Emblem Fates, plusieurs mangas sortent dans l'optique de compléter l'histoire. Le premier manga, qui adapte le scénario de Fire Emblem Fates, est écrit par le scénariste du jeu Shin Kibayashi, et dessiné par son designer Yusuke Kozaki, et publié dans le magazine Monthly Young Magazine, mais est finalement annulé. L'autre manga est intitulé Fire Emblem Fates : La couronne de Nibelung, dessiné par Tama Yugyōji, et publié au Japon à partir du 28 janvier 2017. L'histoire est centrée sur le personnage de Leo.
Un amiibo à l'effigie de Corrin (sous forme féminine et masculine) est commercialisé à l'occasion de la sortie de ce personnage dans Super Smash Bros. for Nintendo 3DS / for Wii U,.  Cet amiibo est utilisable dans le jeu Fire Emblem Echoes: Shadows of Valentia, en tant qu'allié du joueur. Dans Fire Emblem: Three Houses, les amiibos Corrin sont de nouveau utilisables, déloquant cette fois des musiques supplémentaires issues de Fire Emblem Fates. 
L'édition limitée de Fire Emblem Echoes: Shadows of Valentia comprend notamment Fire Emblem HD Movie Collection, un Blu-Ray exclusif de 90 minutes regroupant les cinématiques de quatre jeux Fire Emblem, Radiant Dawn, Awakening, Fates et Echoes, ainsi que différents bonus exclusifs. 
Un yonkoma, manga humoristique typique constitué de plusieurs histoires courtes de quatre cases, mettant en scène les personnages de Fire Emblem: Fates sort après la mise en vente du jeu au Japon uniquement. 
Le 22 février 2017, un album qui contient une compilation de musiques de tous les opus de la saga, Fire Emblem Music Collection : Piano ~Faith and Engagement~, produit par Yuka Tsujiyoko et distribué par Symphony No. 5 et Tablier Communications, sort au Japon : il contient trois musiques de Fire Emblem Fates. L'année suivante, une autre compilation sort, cette fois intitulée Fire Emblem Music Collection : Session ~Flower of Enchantement~, et qui contient également des musiques provenant de Fire Emblem Fates. Un autre album, Fire Emblem Premium : Arrange regroupant des musiques et des chansons des opus de la saga sort le 20 mars 2019 et compile notamment deux musiques de Fire Emblem Fates,. Ces dernières sont d'ailleurs retravaillées, notamment avec l'ajout de chant, avec la voix du chanteur Yu Kobayashi. Un deuxième album du même type, Fire Emblem Premium : Arrange II, sort l'année suivante, et propose une autre chanson retravaillée. Similairement, plusieurs CD du duo des compositeurs de Fire Emblem Fates, Hiroki Morishita et Takeru Kanazaki sont sortis en 2017 et 2019, reprenant des musiques de Fire Emblem Fates et s'intitulant respectivement Sounds of Fire Emblem from Cipher Caravan et Cipher Festival – Galeforce,. 
Les personnages de Fire Emblem Fates sont également représentés sur des cartes à jouer officielles dans le jeu de carte Fire Emblem Cipher. En effet, la deuxième vague de cartes est totalement dédiée à Fire Emblem Fates, dans laquelle figurent des personnages comme les familles royales et leurs vassaux, mais également certains enfants et autres personnages des jeux, comme Charlotte. La troisième vague de cartes présente également des personnages issus de Fire Emblem Fates, cette fois en se concentrant sur les enfants des protagonistes, ainsi que sur des membres de la famille royale dans des costumes inédits (Xander en mage hoshidien, Ryoma en cavalier wyverne nohrien par exemple). La série 6 se focalise sur les personnages de Nohr, et la série 7 se concentre sur les personnages d'Hoshido.
Quatre ans après la sortie du jeu, un second artbook du jeu est commercialisé au Japon uniquement, plus complet que le précédent, et axé sur le travail du concepteur des personnages Yūsuke Kozaki.
Plusieurs produits dérivés à l'effigie des personnages de Fire Emblem: Fates sont commercialisés, comme des tapisseries, des porte-clés, des coussins, des figurines, des peluches, des badges ou des trousses.

### En dehors de la franchiseFire Emblem
Super Smash Bros. for Nintendo 3DS / for Wii U propose le personnage principal de Fire Emblem Fates en tant que personnage jouable. On retrouve également des musiques inspirées du jeu, telles que le thème principal du jeu, ainsi que des trophées à l'effigie de Ryoma et Xander. Ses capacités de combat sont inspirées de ses aptitudes dans Fire Emblem Fates, comme sa capacité à se transformer en dragon, ou l'utilisation de son épée Yato. 
Corrin est également présent dans Super Smash Bros. Ultimate, toujours sous ses formes masculines et féminines. De nombreux « esprits » sont à l'effigie des personnages de Fire Emblem Fates. De plus, plusieurs évènements mettent à l'honneur les personnages de Fates, comme Azura ou Garon,,. À la suite d'une polémique concernant la surreprésentation des personnages de la saga Fire Emblem dans ce jeu, un mod supprimant toute trace de cette franchise dans Super Smash Bros. Ultimate a été mis au point par un joueur, y compris les personnages de Fates. En réponse, un autre mod a également été développé plus tard par ce même joueur, supprimant toute trace de ce qui n'appartient pas à Fire Emblem.